# Neil Young

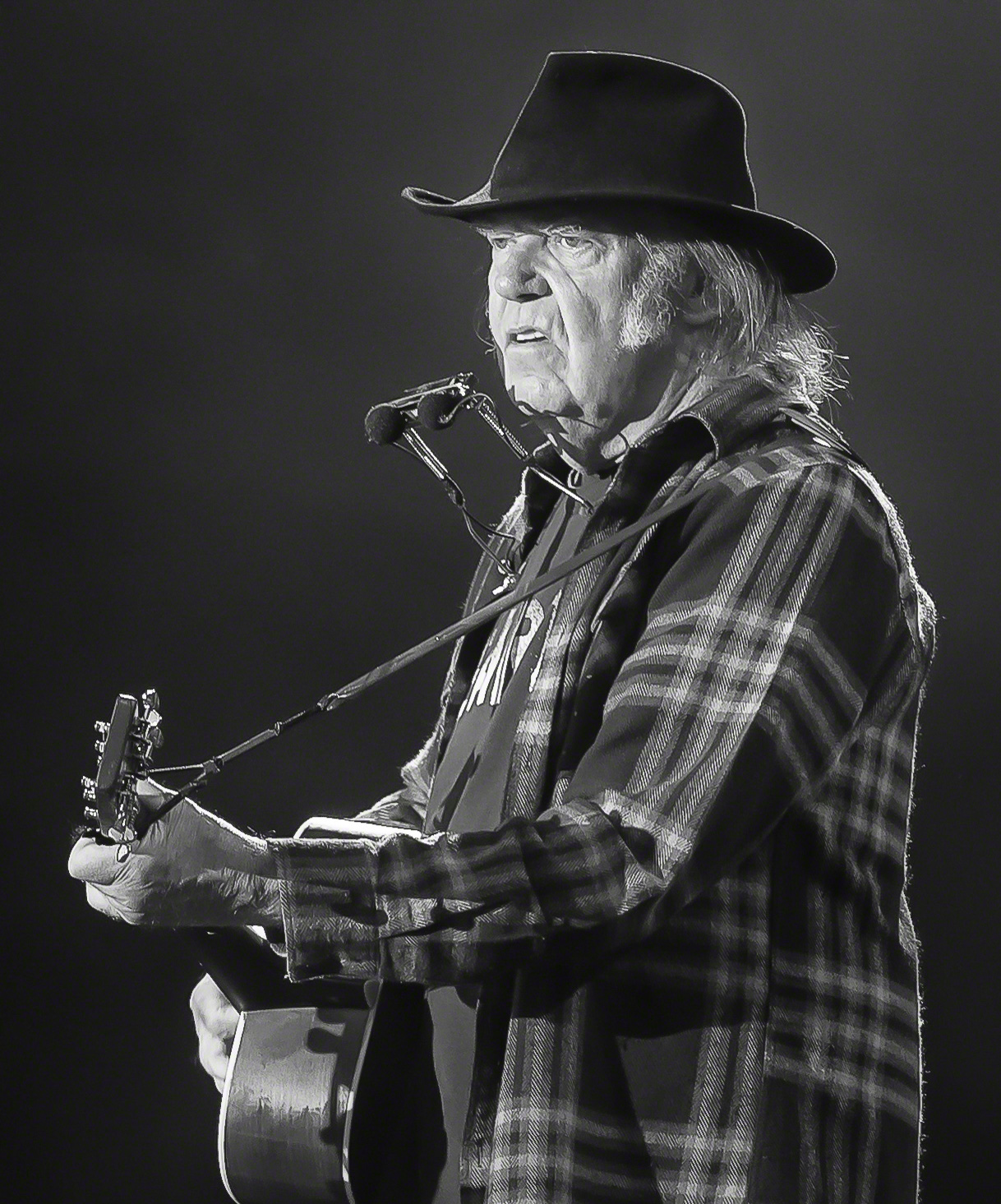
Neil Young (2016)

Neil Percival Young, OC, OM (* 12. November 1945 in Toronto) ist ein kanadischer Musiker, Singer-Songwriter und Filmemacher. Seit Januar 2020 besitzt er zusätzlich die US-amerikanische Staatsbürgerschaft. Er wird als bedeutender Folkmusiker genannt, aber auch als „Godfather of Grunge“ bezeichnet. Seine Musik umfasst weitere Genres wie Rock- und Country-Musik.
Youngs Karriere begann 1966 mit der Band Buffalo Springfield. Er tritt mit der Band Crazy Horse, aber auch solo und mit anderen Künstlern auf, insbesondere mit Crosby, Stills, Nash (& Young). Seine kommerziell erfolgreichsten Titel sind Heart of Gold und Rockin’ in the Free World. Er hat 45 Studioalben, 27 Livealben sowie diverse Kollaborationsalben, Soundtracks und EPs veröffentlicht.

## Leben

### Kindheit
Neil Percival Young wurde 1945 in Toronto als Sohn von Scott Young (1918–2005) und dessen Ehefrau Rassy Ragland geboren. Sein Vater war ein angesehener Sportjournalist und Autor zahlreicher Bücher, unter anderem von Neil & Me (1984) über die Beziehung zu seinem Sohn. Young verbrachte seine ersten Jahre in Omemee, einer ländlichen Gemeinde in Kawartha Lakes in der Provinz Ontario. 1951 erkrankte er als Fünfjähriger an Kinderlähmung, wodurch seine linke Körperhälfte bleibend geschädigt wurde, was ihm bis heute einen leicht schleppenden Gang beschert. Die Erinnerungen an diese Zeit verarbeitete Young später in dem Song Helpless. Zur Erholung verbrachte er ein Jahr in New Smyrna Beach, Florida. Ab Mitte der 1960er Jahre kamen Epilepsie und Diabetes hinzu.
Als Young zwölf Jahre alt war, ließen sich seine Eltern scheiden. Er zog mit seiner Mutter nach Winnipeg, Manitoba, der ursprünglichen Heimat ihrer Familie. Scott Young hatte aus zwei weiteren Ehen noch fünf Töchter, darunter die Singer-Songwriterin Astrid Young (* 1962), die 1992 auf dem Album Harvest Moon und bei diversen Liveauftritten sang. Zu Weihnachten 1958 bekam er eine Ukulele geschenkt und begann später Banjo zu spielen. Beeinflusst von Hank Marvin von The Shadows wechselte Young anschließend zur Gitarre und brachte sich das Instrument selbst bei.

### Bis 1968: Erste Jahre und mit Buffalo Springfield

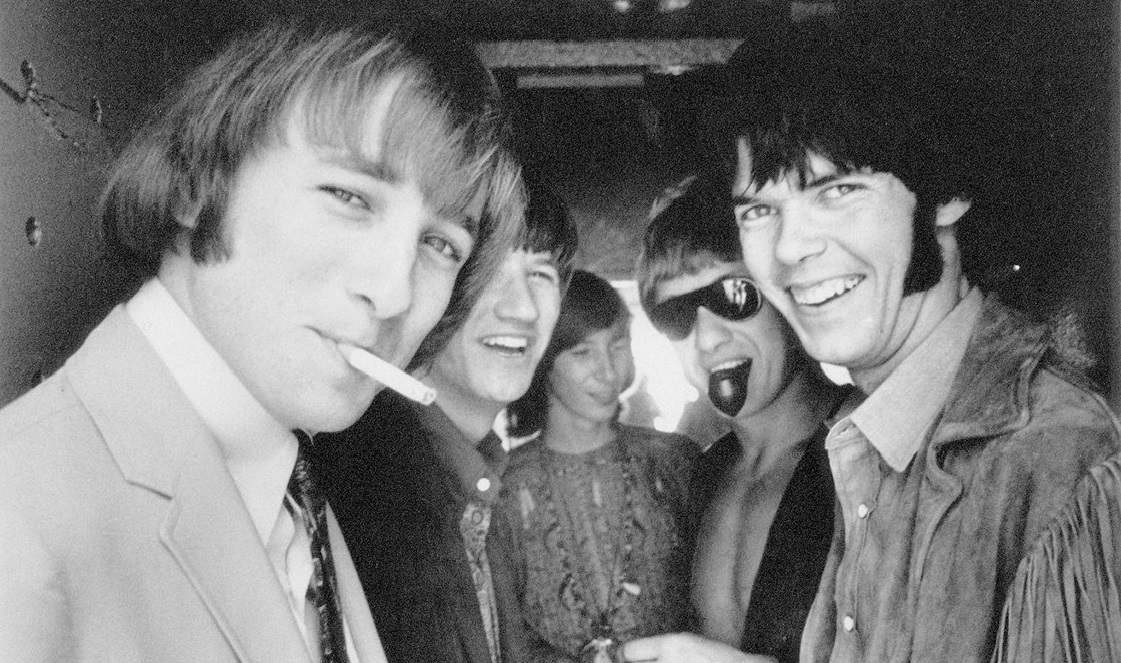
Buffalo Springfield, rechts Neil Young (1966)

Anfang der 1960er Jahre besuchte Young die High School und spielte in verschiedenen lokalen Bands (z. B. The Jades) seiner Heimatstadt Winnipeg. Dabei nahm er auch einige Songs auf – so erschien 1963 die Single The Sultan / Aurora mit der Gruppe The Squires. Beide Songs waren, wie auch die meisten Lieder, die der Teenager Neil Young in jener Zeit schrieb, Instrumentals und am Sound seiner Vorbilder The Shadows orientiert. Im Oktober 1965 lernte er in Winnipeg Joni Mitchell kennen, mit der ihn fortan eine Freundschaft verband. 1973 widmete Young ihr sein Lied Sweet Joni. In den Folgejahren bis 1966 entwickelte er sich langsam zum Folkinterpreten, und es gab immer wieder Studioaufnahmen, sowohl solo als auch mit The Squires in Kanada und mit den Mynah Birds (mit Rick James) in den USA, wo Young vor allem in New Yorker Folkcafés auftrat, die aber seinerzeit allesamt unveröffentlicht blieben.
Nachdem seine Auftritte und Aufnahmen nicht von Erfolg gekrönt waren, zog er nach einem kurzen Aufenthalt als Solokünstler in Toronto 1966 nach Los Angeles, wo er bald darauf unter anderem mit Stephen Stills, den er bereits in New York kennengelernt und mit dem er bei The Mynah Birds gespielt hatte, und Richie Furay die Band Freeway Traffic Jam gründete, woraus später die Band Buffalo Springfield wurde, für die er bekannte Stücke wie Mr. Soul, Broken Arrow und On the Way Home schrieb. Buffalo Springfield wurde schnell zu einer führenden Band in der aufstrebenden Folkszene in Kalifornien Mitte der 1960er Jahre, beispielhaft sei der Topsong For What It’s Worth genannt, und spielte die erfolgreichen Alben Buffalo Springfield (1966) und Buffalo Springfield Again (1967) ein. Nach dem dritten Album Last Time Around (1968) löste sich die Band wegen andauernder Streitigkeiten unter den Bandmitgliedern auf. Neil Young zog es vor, von nun an alleine Karriere zu machen. 1997 wurde Buffalo Springfield inklusive Neil Young in die Rock & Roll Hall of Fame aufgenommen. Auf seinem Album Silver & Gold (2000) veröffentlichte Young den Song Buffalo Springfield Again, in dem er sich sehr positiv an die Zeit mit der Band erinnert.

### 1968–1981: Solo, mit Crazy Horse und mit CSNY

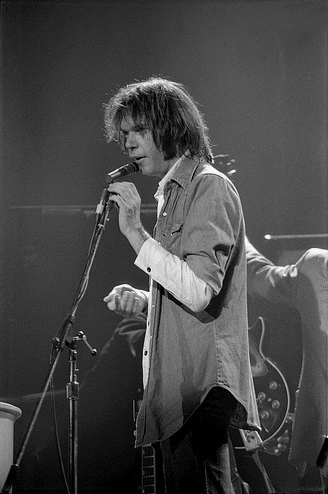
Neil Young, 1976

Ende 1968 nahm Young sein erstes Soloalbum Neil Young auf, das im Januar 1969 erschien, und tourte mit seinen Songs 1969 durch Nordamerika. Kurz darauf gründete er mit den drei Musikern Danny Whitten (Gitarre und Gesang), Billy Talbot (Bass) und Ralph Molina (Schlagzeug) aus der Band The Rockets die Gruppe Neil Young & Crazy Horse. Es erschien ihr erstes gemeinsames Album Everybody Knows This Is Nowhere. Das Album platzierte sich ausgesprochen gut in den US-Billboard-200 Charts. Neben der erfolgreichen Single Cinnamon Girl enthält es auch die Rockklassiker Down by the River und Cowgirl in the Sand, mit denen er seine lang ausufernden Gitarrensoli berühmt machte. Heute wird es von vielen als das erste Grunge-Rock-Album der Geschichte bezeichnet.
Außerdem spielte er mit Crosby, Stills & Nash, so auch bei deren zweitem gemeinsamen Auftritt vor geschätzten 400.000 Menschen beim Woodstock-Festival. Er schloss sich dem Trio erstmals für kurze Zeit an und veröffentlichte mit ihnen 1970 das erfolgreiche Album Déjà Vu sowie ein Jahr darauf das Livealbum 4 Way Street. Für Crosby, Stills, Nash and Young (CSNY) schrieb er in dieser Zeit u. a. den Klassiker Helpless sowie Country Girl und den Protestsong Ohio, der die Tötung von vier unbewaffneten Studenten durch die Nationalgarde zum Thema hat und nur wenige Wochen nach dem Ereignis als Single veröffentlicht wurde. Young schrieb den Text angeblich in wenigen Stunden, nachdem er ein Foto von dem Massaker gesehen hatte. Fast zeitgleich nahm er unter Mitwirkung von Nils Lofgren, Stephen Stills, Greg Reeves (* 1955) und Crazy Horse mit After The Gold Rush (1970) ein weiteres Soloalbum auf, das zu seinem ersten auch in Europa von Erfolg gekrönten Album wurde. Mit einer Songauswahl zwischen Sanftheit, z. B. dem Titelsong After The Gold Rush, und dem rockigen Southern Man war das Album stilistisch sehr gemischt.
Nach seinen Erfolgen mit Crosby, Stills, Nash & Young kaufte Neil Young 1970 eine Ranch („Broken Arrow Ranch“) in den ländlichen Hügeln oberhalb von Woodside und Redwood City in Nordkalifornien. Nach der Scheidung von seiner langjährigen Gefährtin Pegi Young im Jahre 2014 überließ er sie seiner Ex-Frau.
1971 musste sich Neil Young einer Rückenoperation unterziehen, die als Spätfolge seiner Polioinfektion von 1951 nötig war. In dieser Zeit schrieb er seinen größten Hit Heart of Gold. Der Song wurde 1972 auf seinem bis heute meistverkauften Album Harvest veröffentlicht, das auch die Folkklassiker Old Man und The Needle and the Damage Done beinhaltet.
Neil Young bewies im Laufe der Jahre eine große musikalische Wandlungsfähigkeit, die sich auch in der Vielzahl seiner Veröffentlichungen manifestierte. Er spielte Folk und Country im steten Wechsel mit Rockmusik oder mit experimentellen Alben. So erschien noch im selben Jahr wie Harvest das Soundtrack-Album Journey Through the Past zu seinem gleichnamigen etwas verworrenen Spielfilm. Zu der Zeit gründete er auch seine Filmproduktionsfirma Shakey Pictures, mit der er bis heute seine Filme dreht. Ein Jahr später erschien dann das rocklastige Album Time Fades Away (1973) aus Konzertmitschnitten. Das Album zeigt wiederum ein anderes Gesicht Youngs und ist weit weniger kommerziell ausgerichtet, obwohl Harvest und Time Fades Away mit derselben Begleitband, The Stray Gators, eingespielt wurden.
Die depressive Stimmung, die in den nächsten Jahren seine Musik dominierte, rührte zum großen Teil vom Tod des Roadies Bruce Berry von Crazy Horse und des Crazy-Horse-Gitarristen und Sängers Danny Whitten her, die beide mit ihm befreundet waren und infolge einer Heroinvergiftung starben. Auf dem bereits 1973 fertiggestellten, aber erst 1975 erschienenen Album Tonight’s the Night verarbeitete er diese Erlebnisse. Die meisten Songs entstanden, als sich Neil Young, Ben Keith, Nils Lofgren, Billy Talbot und Ralph Molina mehrere Tage in ein Aufnahmestudio zurückzogen und stark alkoholisiert die Lieder einspielten. Dazwischen (1974) war mit On the Beach ein ebenso düsteres Album erschienen. Dagegen stand aber eine gutgelaunte, extrem erfolgreiche Tour mit Crosby, Stills, Nash & Young im selben Jahr. Eine Live-Box dazu erschien erst 40 Jahre später unter dem Titel CSNY 1974.
1975 wurde das zweite Album mit Crazy Horse veröffentlicht. Bei Zuma, das insbesondere durch das Stück Cortez the Killer bekannt wurde, ersetzte Frank „Poncho“ Sampedro den verstorbenen Danny Whitten an der zweiten Gitarre. Nach dem gemeinsamen Album Long May You Run (1976) mit Stephen Stills unter dem Namen The Stills-Young Band, kam es 1977 zur Veröffentlichung von American Stars ’n Bars, das mit Like a Hurricane seinen bekanntesten Rocksong beinhaltet, den er bis heute auf vielen Konzerten mit langen Gitarrenimprovisationen darbietet. Anschließend schloss er mit der Veröffentlichung der Compilation Decade die ersten zehn Jahre seines Schaffens (1966–1976) ab.
Das Album Comes a Time bot 1978 wieder den Sound des sehr erfolgreichen Albums Harvest. Auf dem Album befand sich auch der Song Lotta Love, der in der Coverversion von Nicolette Larson Platz 8 in den Billboard Hot 100 erreichte. Die 1970er Jahre beendete er 1979 mit dem umjubelten Album Rust Never Sleeps, auf dem die A-Seite akustisch und die B-Seite verzerrt und krachend mit Crazy Horse eingespielt wurde – es beginnt leise mit My My, Hey Hey (Out of the Blue) und endet mit der Johnny Rotten gewidmeten Hymne Hey Hey, My My (Into the Black). Die LP Rust Never Sleeps, worauf sich auch der ursprünglich von Young Lynyrd Skynyrd angebotene Song Powderfinger befindet, wurde vom Rolling Stone zum Album des Jahres gekürt. Ergänzend dazu gab es im selben Jahr das Live-Doppelalbum Live Rust und den Film Rust Never Sleeps, aufgenommen im Cow Palace in San Francisco. Bei diesem Konzertfilm führte Neil Young als Bernard Shakey selbst Regie. Dieses Pseudonym verwendet er seitdem auch bei vielen anderen Filmen.
Nachdem er für die Filmsatire Where the Buffalo Roam (1980, dt. Blast – Wo die Büffel röhren) mit Bill Murray den Soundtrack zusammenstellen durfte und auch ein paar eigene Klangkompositionen hinzufügte, begann für ihn eine Phase des Experimentierens, eingeläutet mit dem von vielen Fans als patriotisch beargwöhnten, kurz vor den Präsidentschaftswahlen 1980 veröffentlichten Album Hawks and Doves, bei dem er erneut in Anlehnung an Bob Dylans Bringing It All Back Home eine Seite akustisch, die andere rockig, hier im Country-Rock-Stil, einspielte. 1981 folgte ein weiteres Crazy-Horse-Album, Re·ac·tor, das, in die damalige Kernkraftdiskussion eingreifend, mit futuristischem Design und zum Teil kruden Liedtexten (Got mashed potatoes/ain’t got no T-Bone) weniger erfolgreich war.

### 1982–1987: Jahre der Krise – die „Geffen-Ära“
1982 wechselte Neil Young zu Geffen Records, für die er bis 1987 fünf Alben aufnahm, die unter Kritikern und Fans viel Missfallen erregten. Zunächst erschien 1982 das Album Trans, das eines seiner Lieblingswerke sein soll, jedoch viele seiner Anhänger irritierte. Er kreierte einen Synthesizer-Sound, der ganz bewusst von der deutschen Elektro-Band Kraftwerk beeinflusst war. Seine Stimme ließ er auf einigen Stücken durch einen Sennheiser VSM 201-Vocoder verfremden. Young erklärt in seiner Autobiografie, er habe das Album ohne kommerzielle Interessen für seinen Sohn produziert, der an Infantiler Zerebralparese mit Kommunikationsstörungen leidet. Im selben Jahr wurde er in die Canadian Music Hall of Fame aufgenommen.
1983 legte Young mit Everybody’s Rockin’ ein mit einer Begleitband namens The Shocking Pinks eingespieltes Rockabilly-Album im Stil der 1950er Jahre vor, das ihm endgültig den Vorwurf der Richtungslosigkeit eintrug. Es folgten 1985 das Country-Album Old Ways und 1986 mit Landing on Water ein weiteres Synthesizer-Album. 1985 rief er gemeinsam mit John Mellencamp und Willie Nelson das Festival Farm Aid zugunsten in Not geratener Farmer ins Leben, das seither regelmäßig mit großem Staraufgebot veranstaltet wird.
Youngs letztes für Geffen Records eingespieltes Album Life – wieder mit Crazy Horse – erschien 1987 und wurde von Kritik und Fans überwiegend als Aufwärtstrend wahrgenommen, weil vor allem die Stücke Inca Queen und When Your Lonely Heart Breaks an Youngs Stil von vor 1982 anknüpften. Finanziell wurde das Jahrzehnt für Young jedoch zum Misserfolg. Geffen Records warf ihm ab 1982 vor, seine Musik sei „uncharakteristisch“ für ihn und daher finanziell erfolglos, was zu einem langwierigen Prozess zwischen der Plattenfirma und dem Künstler führte, in dessen Folge Young zurück zu Reprise Records wechselte.

### 1988–1997: „Godfather of Grunge“

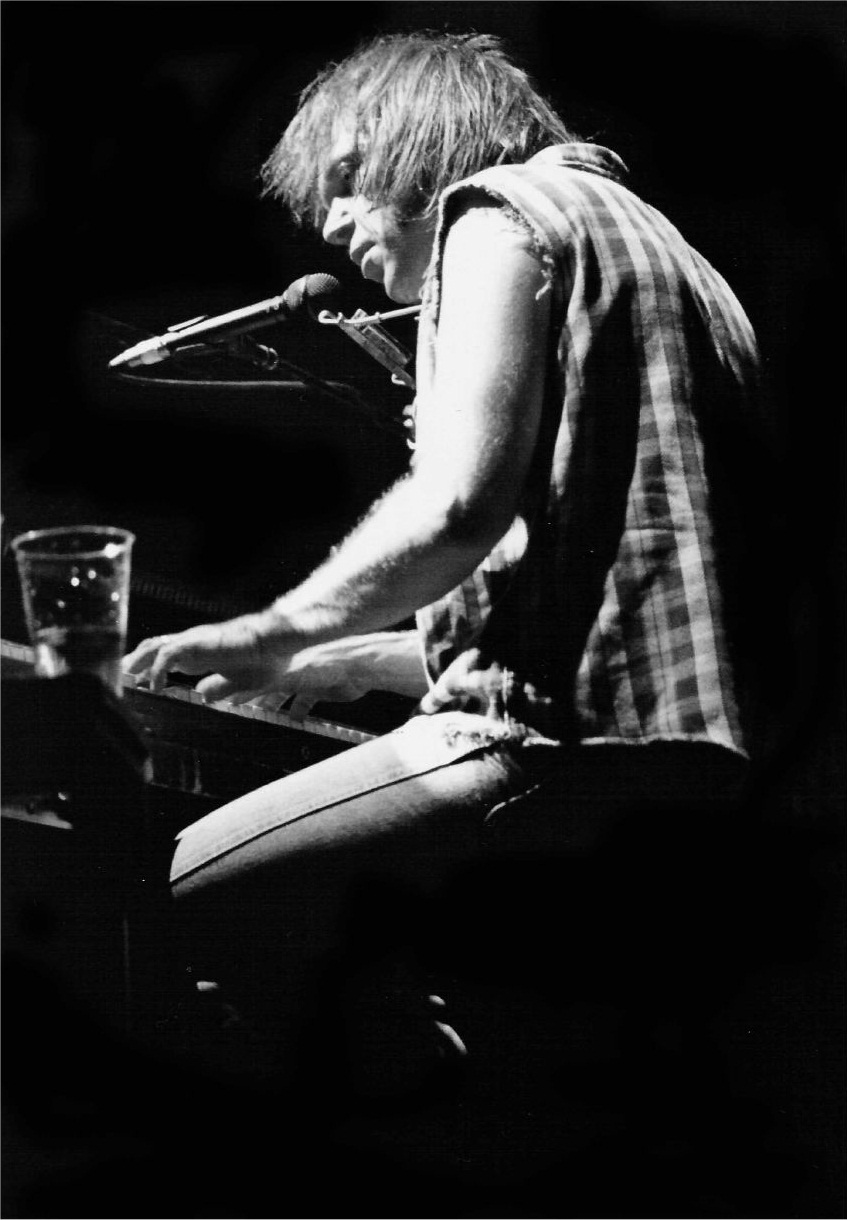
Neil Young, 1984

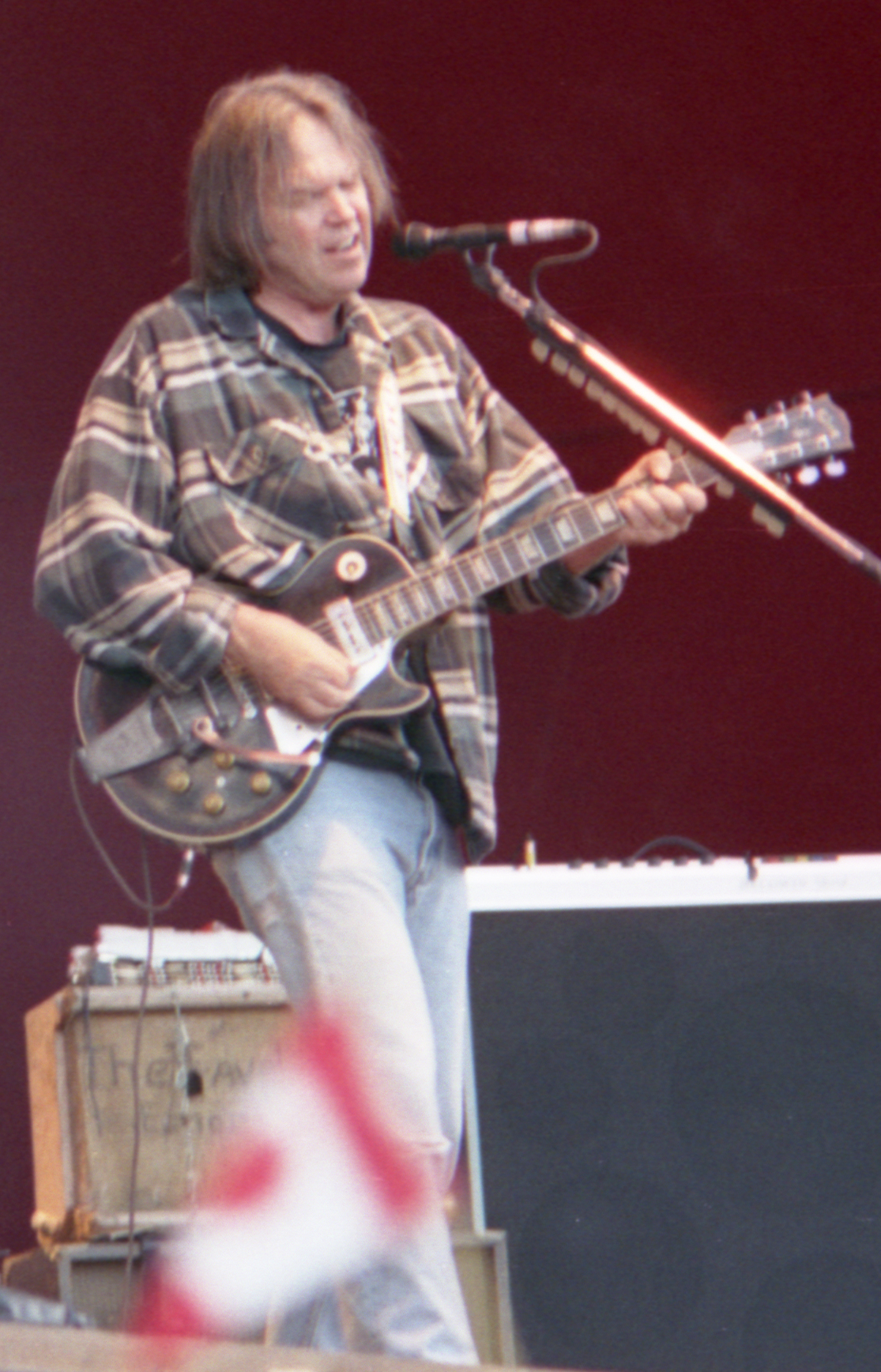
Neil Young, 1996

Das erste Album bei Reprise Records, das Rhythm-and-Blues-Album This Note’s for You (1988), führte Young wieder auf den erfolgreichen Weg zurück, trotz abermaliger Erweiterung seines Stil-Repertoires. Aus dem Album wurde der Titelsong ausgekoppelt. Das dazu gedrehte Video wurde von MTV boykottiert, weil es Parodien auf Werbung mit Michael Jackson, Whitney Houston und anderen enthielt. Später wurde die Entscheidung revidiert. Dennoch war es eine Überraschung, als das Video bei den MTV Video Music Awards 1989 den Hauptpreis gewann. Noch im selben Jahr löste er ein Versprechen ein, dass er mit Crosby, Stills, Nash & Young wieder ein Album aufnehmen würde, wenn David Crosby von seiner Drogensucht befreit sei. So entstand American Dream, das zweite Studioalbum der Gruppe nach 19 Jahren.
Mit dem Erfolgsalbum Freedom (1989) knüpfte er an die Zeiten von Rust Never Sleeps an. Einige Songs waren zuvor schon im selben Jahr auf der EP Eldorado veröffentlicht worden. Freedom mischte Country/Folk-Songs mit harten Rocksongs. Das Lied Rockin’ in the Free World, das zu Beginn akustisch und zum Ende des Albums elektrisch dargeboten wurde, wurde zur Hymne jener Zeit, weil es meisterhaft die sozialen Missstände in den USA anspricht.
Neil Young wurde von mehreren Bands z. B. aus der Grunge-Szene, darunter Pearl Jam oder Nirvana, aber auch von z. B. Sonic Youth als ein maßgeblicher Einflussgeber bezeichnet. Später auch als „Godfather of Grunge“ tituliert, veröffentlichte er mit seiner Hausband Crazy Horse 1990 das rockige Ragged Glory, bei dem die Musiker wieder zu alter Form aufliefen. Zudem war das Album mit zwei neuaufgenommenen Kompositionen aus der Mitte der 1970er Jahre bestückt (Country Home, White Line). Der Nachfolger war das nicht minder rocklastige Livealbum Weld (1991), das zusätzlich mit einer CD namens Arc mit Feedback, Gitarrenkrach und Songfetzen erhältlich war, Youngs Reverenz an die experimentale Rockmusik. Hierzu wurde er wiederum auch von Sonic Youth inspiriert. Mit Weld protestierte Young gegen den zweiten Golfkrieg. So ließ er originalen Kriegsdonner ertönen und präsentierte auf der Videowand eine Aufnahme von einem ölverschmierten Vogel.
Im Oktober 1992 folgte die Veröffentlichung des Albums Harvest Moon, mit dem sich Young erneut ruhigerem Country und Folk zuwandte. Die Sammlung stellt Teil 2 der sogenannten Harvest-Trilogie dar, die 1972 mit Harvest begonnen hatte. Als Begleitband aktivierte Young die Band von einst, The Stray Gators. Der Titelsong wurde erfolgreich als Single ausgekoppelt. Die Frage nach Mensch-Natur-Beziehung, Landschafts- und Umweltschutz, häufig wiederkehrende Motive im Werk Youngs, bestimmen den zehnminütigen Live-Track Natural Beauty, in dem Young erzählerisch den Verlust von Wildnis und Naturschönheit verarbeitet. Auch Youngs Halbschwester Astrid Young sang auf dem Album mit.
Anfang 1993 veröffentlichte Young die Compilation Lucky Thirteen für sein ehemaliges Label Geffen Records. Hierzu war er in Folge eines Rechtsstreits vertraglich gezwungen. Dennoch gab er sich alle Mühe, eine außergewöhnliche Songauswahl mit veröffentlichten und unveröffentlichten Songs, alternativen Versionen und bisher unbekannten Live-Versionen aus der Geffen-Ära zusammenzustellen.
Musikalisch in eine ähnliche Richtung wie Harvest Moon geht das erfolgreiche Album Unplugged (1993), das auch The Needle and the Damage Done aus Harvest enthält und mit dem er im Rahmen einer MTV-Serie erstmals eines seiner zahlreichen Akustik-Konzerte, die er schon seit Karrierebeginn machte, veröffentlichte. 1994 wurde Young für seinen Beitrag zum gleichnamigen Film Philadelphia (1993) für einen Oscar nominiert, den allerdings Bruce Springsteen für den Song Streets Of Philadelphia aus demselben Film gewann.
Kurt Cobain war ein großer Verehrer von Neil Young und hatte ihn vor seinem Suizid in seinem Abschiedsbrief mit der Textzeile „It’s better to burn out than to fade away“ zitiert, die im Original aus dem Akustiksong My My, Hey Hey (Out of the Blue) stammt und gelegentlich auch live bei der Rockversion des gleichen Songs Hey Hey, My My (Into the Black) gesungen wird. Young verarbeitete Cobains Tod dann in dem Crazy-Horse-Album Sleeps With Angels (1994) und widmete ihm den Titeltrack.
Für das nächste Album Mirror Ball (1995) tat er sich mit der Grunge-Rock-Band Pearl Jam zusammen. Das Ergebnis war ein wuchtiges Rock-Epos mit einem frischen Sound, das ihn für eine jüngere Generation interessant machte (der Bandname Pearl Jam durfte aus rechtlichen Gründen nicht auf der CD genannt werden). Im Gegenzug war Neil Young dann auf der Pearl-Jam-Single Merkinball an der Gitarre und der Orgel zu hören. Die Songs I Got Id und Long Road entstanden in der gleichen Aufnahmesession wie Mirror Ball. Ebenfalls 1995 wurde Young in die Rock & Roll Hall of Fame aufgenommen.
Im selben Jahr fand auch eine Kooperation mit dem Independent-Filmer Jim Jarmusch statt, für dessen Film Dead Man Young den Soundtrack in Form von elektrischen Gitarrenimprovisationen beisteuerte. Das gleichnamige Album folgte Anfang 1996. In den folgenden Jahren erschienen zwei weitere Crazy-Horse-Alben. Das Studioalbum Broken Arrow (1996) und das Livealbum Year of the Horse (1997), das als eine Art Teil zwei von Weld empfunden wird, weil es musikalisch ähnlich gelagert ist und trotzdem keinen Song des Albums beinhaltet. So fanden aber Klassiker wie When You Dance I Can Really Love und Danger Bird den Weg aufs Album. Der etwa zeitgleich entstandene Film Year of the Horse von Jim Jarmusch porträtiert Young und Crazy Horse und zeigt diverse Konzertaufnahmen.

### 1999–2008: Reunion von CSNY und politische Alben

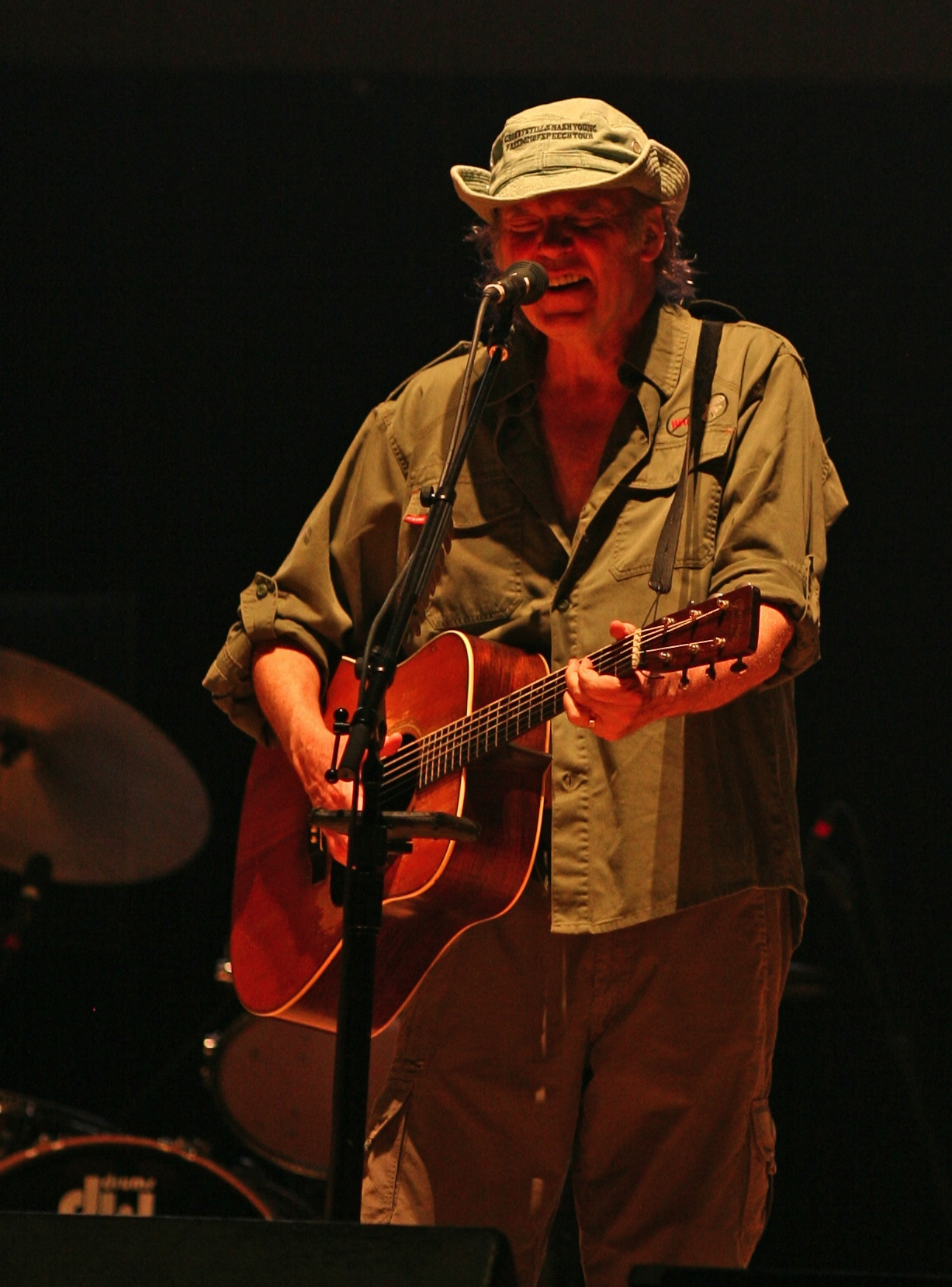
Neil Young (2006)

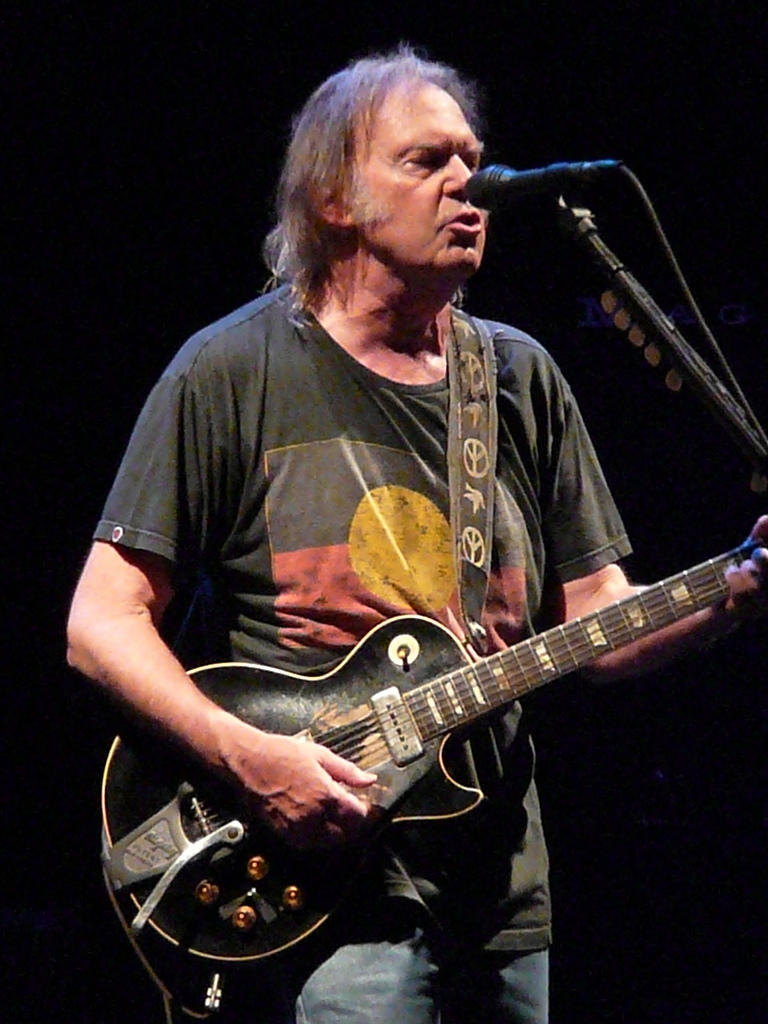
Neil Young, 2009

1999 kam ein weiteres CSNY-Album, Looking Forward, heraus. Einige Stücke, die Young dafür geschrieben hatte, waren ursprünglich für sein ruhiges Solo-Folkalbum Silver & Gold (2000) gedacht. Ein weiteres Livealbum aus diesem Jahr 2000, Road Rock V. I, enthält eine 18-Minuten-Version des Klassikers Cowgirl in the Sand und eine Adaption des Dylan-Klassikers All Along the Watchtower (mit Gastsängerin Chrissie Hynde).
Auch der 11. September 2001 beeinflusste Young: Beim Konzert America: A Tribute to Heroes spielte er solo am Klavier das John-Lennon-Stück Imagine und begleitete Pearl Jams Eddie Vedder und Mike McCready bei ihrer Interpretation des Songs Long Road. Auf seinem Album Are You Passionate? (2002) beschäftigte er sich zudem in dem Stück Let’s Roll, das er bereits kurz nach den Anschlägen schrieb, mit den Vorgängen im vierten 9/11-Terrorflugzeug, dem United-Airlines-Flug 93, das mutmaßlich auf das Weiße Haus oder das Kapitol abstürzen sollte. Mehrere Insassen griffen die Entführer an und brachten das Flugzeug auf offenem Gelände zum Absturz.
2003 wurde das Crazy-Horse-Album Greendale veröffentlicht, ein Konzeptalbum, das zuvor auf einer Solotour in Europa und einer Crazy-Horse-Tour in Nordamerika komplett live gespielt wurde. Die Geschichte spielt in einer fiktiven Kleinstadt, in der die Familie Green in allerlei Turbulenzen verwickelt wird. Es geht um Kriminalität von Korruption bis hin zum Mord, von aufdringlichen Boulevardmedien bis hin zur Umweltschutzproblematik. Zunächst als Doppel-CD mit einem Live-Solokonzert aus Dublin ergänzt, erschien das Album ein Jahr später nochmal in einer zweiten Edition mit Making-of und Aufnahmen mit Crazy Horse. Die Story ist auch als Spielfilm, bei dem die Musiker und Young selbst die Darsteller sind, veröffentlicht worden. Ebenso wie Greendale erschien 2004 auch das Compilation-Album Greatest Hits auf Wunsch des Vinyl-Fans Young in dieser wieder zunehmend populären Form. Es verkaufte sich ausgesprochen gut und erreichte sogar in Deutschland Platin-Status.
Im April 2005 wurde Young wegen eines Hirnaneurysmas behandelt. Das noch kurz vor seiner Operation in Nashville aufgenommene Country-Album Prairie Wind kam Ende September 2005 heraus, zusammen mit einer DVD über die Produktion des Albums. Prairie Wind schließt stilistisch und thematisch an Harvest und Harvest Moon an und bildet somit den Abschluss der Harvest-Trilogie. Im folgenden August wurden Lieder des Albums zusammen mit älteren Songs im Ryman Auditorium in Nashville live aufgeführt. Aus den Aufnahmen entstand der Film Neil Young: Heart Of Gold von Jonathan Demme. Mit Prairie Wind begann die erneute Zusammenarbeit mit den Musikern Chad Cromwell und Rick Rosas (wie schon 1988 bei This Note’s For You und 1989 bei Eldorado und Freedom), die dann zusammen mit Anthony Crawford, Larry Cragg, Pegi Young und Ben Keith, mit dem er schon auf vielen Alben zusammengearbeitet hatte, seine Electric Band bildeten, die ihn für die nächsten Tourneen und Alben, d. h. zwischen 2005 und 2009 begleiteten.
Im Mai 2006 veröffentlichte er das rocklastige Protestalbum Living With War, das sich kritisch mit der Irak-Politik der US-Regierung auseinandersetzt. Dieses Album war vorab kostenlos im Internet verfügbar. Mit dem Album kritisierte er harsch die Politik des US-Präsidenten George W. Bush, insbesondere bezüglich des damaligen Irak-Kriegs. Mit dem Song Let’s Impeach the President forderte Young sogar dessen Amtsenthebung. Unterstützt wurde der Song durch die Trompete von Tommy Bray, die wie eine Fanfare, mit der zur Attacke geblasen wird, daherkommt. Spätestens seit diesem Album wurde Neil Young zum echten Protestsänger. Living With War bildete auch den Kern der Tournee Freedom of Speech, die Young zusammen mit seinen alten Weggefährten Crosby, Stills & Nash absolvierte. Die kontroversen Reaktionen auf das Album und die Tournee verarbeitete Young 2008 in seinem Film CSNY Déjà Vu, zu dem auch das Livealbum Déjà Vu Live erschien. Dabei zeigte er sich auf der Bühne politisch wie selten zuvor. Im Film lässt er Kriegsveteranen und Angehörige zu Wort kommen.
Mit Live at the Fillmore East, einer im März 1970 in New York City entstandenen Aufnahme mit Crazy Horse (in Originalbesetzung) als Begleitband, startete im November 2006 die lang erwartete Neil Young Archives Performance Series. Er veröffentlicht seitdem in unregelmäßigen Abständen Live-Aufnahmen seiner gesamten Karriere, die man vorher lediglich als Bootleg auf dem Markt erwerben konnte. Diese sind in bester Soundqualität bearbeitet worden. Bis 2019 waren im Rahmen dieser Serie elf Live-Aufnahmen erschienen.
2007 veröffentlichte er das Album Chrome Dreams II, wieder mit seiner Electric Band eingespielt. Es ist eine Reminiszenz an das Album Chrome Dreams, das Mitte der 1970er Jahre hätte veröffentlicht werden sollen und bis 2023 - als es dann letztendlich veröffentlicht wurde - nur als Bootleg erhältlich war. Chrome Dreams II besteht teilweise aus neuaufgenommenen, unveröffentlichten Klassikern wie dem 18-minütigen Ordinary People. Vom Narrativ her als Ode an die „kleinen Leute“ und Allusion an die Reagonomics gedacht, wurde das Lied 20 Jahre später unter der Bush-Regierung (Bushonomics) wieder aktuell und erinnert an Cortez the Killer oder Thrasher. Ebenfalls enthalten ist eine neue Boxcar–Version sowie weitere eingängige neue Rock-Kompositionen wie No Hidden Path und Spirit Road.

### 2009–2014: Zweite experimentelle Phase und eine neue Liebe
2009 folgte ein weiteres Album, Fork In The Road, wieder mit der Electric Band. Das Konzeptalbum handelt vom Um- und Ausbau seines Lincoln Continental zu einem Hybridelektrokraftfahrzeug, das sogenannte „LincVolt-Projekt“, das Neil Young selbst finanzierte und von dem er auch in seiner Autobiografie berichtet. Im selben Jahr veröffentlichte er das Box-Set Neil Young Archives Vol. I, eine Werkschau der Jahre 1963–1972, an der er rund zwanzig Jahre gearbeitet hat. Für die Gestaltung des Box-Set-Covers bekam er schließlich seinen ersten Grammy in der Kategorie „Best Boxed or Special Limited Edition Package“.
Das Jahr 2010 begann für Neil Young mit einer besonderen Ehre. Ihm oblag es bei der Abschlussfeier der Olympischen Winterspiele in Vancouver seinen alten Song Long May You Run zu spielen, während das Feuer langsam ausging. Im September des Jahres erschien das von Daniel Lanois produzierte Album Le Noise, das Young ohne Begleitband einspielte. Für die Single Angry World bekam er einen Grammy, diesmal in der Kategorie „Best Rock Song“. Bei den Juno Awards 2011 wird er sowohl als Künstler des Jahres ausgezeichnet, bekommt den Preis aber auch für das Adult Alternative Album of the Year.
Peter Gabriel coverte auf dem 2010 erschienenen Studioalbum mit dem Namen Scratch My Back das Lied Philadelphia von Neil Young in einer orchestralen Fassung. Dieser lehnte es jedoch ab an dem später im Jahr 2013 erschienenen Kompilations-Album des Folgeprojektes And I’ll Scratch Yours teilzunehmen und wurde durch einen anderen Künstler ersetzt.
2011 arbeitete Neil Young an seinen Memoiren Waging Heavy Peace, die 2012 auf Deutsch unter dem Titel Ein Hippie-Traum veröffentlicht wurden. Hier berichtet er assoziativ zwischen Gegenwart und Vergangenheit wechselnd über sein Leben und seine aktuellen Projekte. Breiten Raum nehmen sein „LincVolt-Projekt“ und die Arbeit an dem neuartigen Soundformat „PureTone“ bzw. „Pono“ ein, das Studioqualität haben soll. Er berichtet, dass er erstmals in seinem Leben aufgehört habe, Alkohol und Marihuana zu konsumieren: „Mein Arzt glaubt nicht, dass das gut für mein Gehirn wäre.“ Zugleich erzählt er, dass er zwar zur Zeit der Niederschrift des Buches keine neuen Songs habe schreiben können, sich aber dennoch auf neue Projekte freue.
2012 erschienen mit Crazy Horse die Alben Americana und Psychedelic Pill. Americana umfasst ausschließlich amerikanische Folk-Klassiker wie Oh Susannah, Tom Dula oder Woody Guthries This Land Is Your Land im typischen, gitarrenlastigen Crazy-Horse-Stil. Das Doppelalbum Psychedelic Pill enthält hingegen acht neue Eigenkompositionen, darunter Stücke von mehr als 16 Minuten Dauer wie Walk Like A Giant, Driftin' Back und Ramada Inn. Der Rolling Stone bewertete das Album der „ungehobelten, 43-jährigen Garagenband“ und des „letzten Hippie“ mit vier von fünf Sternen. 2013 musste eine Europatournee aufgrund eines Fingerbruchs des Gitarristen Frank „Poncho“ Sampedro abgebrochen werden. Die 2014 fortgesetzte Tournee wurde von guter Kritik begleitet.
Doch wieder mal war Neil Young zu jener Zeit an einem völlig anderen Punkt seines Schaffens. Denn im Frühjahr 2014 brachte er mit A Letter Home das seit Arc ungewöhnlichste Werk seiner Karriere heraus. Er verwendete bei den Aufnahmen von elf Coversongs, z. B. von Bob Dylan oder Bruce Springsteen, einen sogenannten Voice-O-Graphen aus dem Jahre 1947, mit dem man seinerzeit unmittelbar Mono-Schallplatten aufnehmen konnte. Die telefonzellenähnliche Box gehörte dem Label Third Man Records von Jack White, der auch als einziger Gastmusiker auftrat und das Album co-produzierte.
Im Sommer desselben Jahres reichte Neil Young nach 36 Ehejahren die Scheidung von seiner Frau Pegi Young ein. Seine neue Freundin wurde die Schauspielerin und Aktivistin Daryl Hannah. Mit dem Album Storytone (2014) verarbeitete er sowohl die Trennung mit Bewältigungssongs, als auch die neue Liebe mit neuen Liebesliedern. Trotzdem gab es mit Who's Gonna Stand Up? auch einen politischen Protestsong. Neil Young hat die Lieder ergänzend zu seinem Piano- oder Gitarrenspiel mit Big Band oder mit Orchester eingespielt, wodurch sich viele Songs wie Swing-Musik oder wie Filmmusik anhörten. In einer zweiten Verkaufsoption als Doppel-Album kann man die Lieder auch ohne Big Band und Orchester hören, was diesen Songs einen klaren Folksong-Charakter gibt.

### Herbst 2014 – Sommer 2019: Protestalben mit Promise of the Real
Im Herbst 2014 begann die Zusammenarbeit mit Lukas und Micah Nelson, den beiden Söhnen von Countrystar Willie Nelson, und Lukas’ Begleitband Promise of the Real. Mit The Monsanto Years (2015) veröffentlichten Neil Young & Promise of the Real ein Album, mit dem er erneut sein politisches Engagement in musikalischer Form auf einen Höhepunkt brachte. Dem Agrarkonzern Monsanto, das mit seinen Pestiziden und GMOs (genetisch modifizierte Organismen) in der Kritik steht, tritt er jetzt offen entgegen. Aber auch andere Unternehmen wie z. B. beim Song A Rock Star Bucks A Coffee Shop werden deutlich kritisiert. 2016 ließ Neil Young das Live-Album Earth folgen, bei dem er die 2015er-Welttournee mit Promise of the Real im Studio nachbearbeitet hatte, indem er Geräusche aus der Natur und der Zivilisation den Songs hinzufügte.
Noch im selben Jahr (2016) folgte das Solo-Album Peace Trail, mit dem er ein etwas weniger ekstatisches Album herausbrachte, das textlich gemischt zwischen privaten und politischen Themen schwankte, das aber genauso mit dem Song Indian Givers gegen Großkonzerne, die in diesem Fall eine Ölpipeline, die Dakota Access Pipeline, im Sioux-Gebiet bauten, zu Felde zog. Noch heute engagiert er sich in dieser Angelegenheit, indem er keine Unternehmen und Banken als Sponsoren akzeptiert, die diesen Pipelinebau unterstützt haben. Im Folgejahr folgte dann der Start einer neuen Albumserie namens Neil Young Archives Special Release Series. Hierbei handelt es sich um bislang unveröffentlichte Alben seiner Karriere und Spezial-Alben, die zukünftig neben seinem normalen Schaffen produziert werden. Mit Hitchhiker (2017) machte er den Anfang. Dieses Werk wurde 1976 rein solo eingespielt. Es wurde damals von seinem langjährigen Produzenten David Briggs aufgenommen. Zusätzlich begann Neil Young sein gesamtes Schaffen Stück für Stück auf einer Website im Internet zu veröffentlichen.
The Visitor heißt anschließend ein neues Album mit Promise of the Real, welches Neil Young ebenfalls 2017 veröffentlichte. Hierbei geht er wieder stärker gegen politisch Mächtige vor. Insbesondere bei den Songs Already Great und Stand Tall greift er Hass, Faschismus und Volksverhetzung auf der Welt und insbesondere in den USA an. Und doch hat auch dieses Album wieder eine experimentelle andere Seite, wie zum Beispiel das jahrmarkthafte Carnival. Doch schon im März 2018 ließ Neil Young mit dem Netflix-Spielfilm Paradox eine weitere Kurve in seinem Schaffen folgen. Diesmal sind es die Musiker von Promise Of The Real, Willie Nelson und Neil Young selbst, die die Darsteller geben, während Daryl Hannah als Regisseurin fungiert. Es handelt sich um einen Western, der Vergangenheit und Gegenwart miteinander vereint. Der Soundtrack Paradox ist nahezu gleichzeitig erschienen.
Die Europatournee von 2019, die Neil Young ebenfalls mit Promise of the Real spielte, wurde später auf dem Album Noise & Flowers dokumentiert, das in Deutschland am 5. August 2022 veröffentlicht wird. Die 2019er Tournee durch Europa widmete Young insbesondere seinem damals kurz vor dem Beginn der Tour verstorbenen und langjährigen Manager und Freund Elliot Roberts.

### Ab Herbst 2019: Fortsetzung von Protestalben, Rückkehr zu Crazy Horse
50 Jahre nach ihrer Gründung und 7 Jahre nach ihrem letzten gemeinsamen Album reaktivierte Neil Young 2019 wieder seine Hausband Crazy Horse. Zwar ohne Frank 'Poncho' Sampedro, dafür aber mit seinem alten Weggefährten Nils Lofgren an der zweiten Gitarre, der eine Zeit lang Anfang der 1970er Jahre Crazy Horse-Mitglied war. Den Rhythmus steuerten wieder Billy Talbot (Bass) und Ralph Molina (Schlagzeug) bei. Das Album Colorado kommt im typischen Crazy Horse-Sound daher. Mit dem harten Shut It Down und dem stillen Green Is Blue geht er aber auch textlich wieder in die Protestsong-Richtung, indem er hier auf den Klimawandel eingeht.
Am 19. Juni 2020 veröffentlichte Young das Album Homegrown, das er bereits 45 Jahre zuvor erstellt und angekündigt hatte. Mit dem Album verarbeitet der Musiker das Scheitern der damaligen Beziehung zu Carrie Snodgress. Nachdem das Album bereits 1975 angekündigt war, entschied sich Young damals jedoch für die Veröffentlichung des rockigeren Tonight’s The Night. Young selbst begründete den Rückzug von Homegrown damit, dass ihm die Songs zu persönlich sind. Während der Corona-Krise bot Neil Young im Jahr 2020 verschiedene Konzerte als kostenlosen Live-Stream an, die er z. B. vor dem heimischen Kamin solo gespielt hat. Die sechste sogenannte „Fireside Session“, die am 1. Juli 2020 aufgenommen wurde, erschien am 18. September 2020 als EP The Times auf CD. Zentrales Stück ist Lookin' For A Leader 2020, welches im Original von 2006 einen Anti-Bush-Text besaß, und nun mit einem Anti-Trump-Text versehen wurde.
Am 6. November 2020 veröffentlichte Young mit Return To Greendale die Folge 16 aus seiner „Archives Performance Series“, in der der Künstler Aufnahmen einzelner Konzerte veröffentlicht. Das Album besteht in der normalen Version aus 2 CDs alternativ 2 LPs. Es enthält in der Deluxe-Version aber auch eine DVD und eine Blu-ray Disc, die auch visuell das Konzert vom 4. September 2003 aus Toronto wiedergeben. In der Rockoper Greendale, die Young ursprünglich 2003 veröffentlichte, geht es insbesondere um das Thema Umweltschutz. Während die Songs die Geschichte rund um die Familie Green in der fiktiven US-Kleinstadt Greendale erzählen, spielen Schauspieler während des veröffentlichten Konzerts parallel die Handlung nach und bewegen die Lippen zu ihren jeweiligen Textstellen in den Liedern.
Mehr als 11 Jahre nach seinem ersten Archives-Box-Set brachte Neil Young am 20. November 2020 den zweiten Teil der umfassenden Retrospektive Neil Young Archives Vol. II heraus. Es umfasst seine Schaffensperiode von 1972 bis 1976. Die Sammlung enthält insgesamt 10 CDs mit veröffentlichtem und unveröffentlichtem Material. Allerdings erschien sie zunächst nur in einer stark limitierten Auflage von 3.000 Stück, die bereits innerhalb von nur einem Tag bei Vorverkaufsbeginn 5 Wochen vor der Veröffentlichung ausverkauft war. Erst am 5. März 2021 war das Box-Set im freien Handel in einer nicht limitierten Auflage erhältlich.
Im Januar 2021 verkaufte Neil Young 50 % der Musikverlagsrechte seiner Werke an den Hipgnosis Songs Fund. Damit erstand Hipgnosis Songs Fund die Hälfte der weltweiten Urheberrechte von rund 1180 Songs, die Young bis dahin geschrieben hatte. Im Februar 2021 erschien mit Way Down In The Rust Bucket ein weiteres Livealbum von Neil Young & Crazy Horse. Es handelt sich um eine „aufrührerische Show“, welche am 13. November 1990 kurz nach Veröffentlichung des Albums Ragged Glory im The Catalyst in Santa Cruz aufgezeichnet wurde. In einer Deluxe Edition Box ist zusätzlich auch ein Konzertfilm auf DVD enthalten.
Vier Wochen später legte Young mit einer Livekonzert-Veröffentlichung eines Soloauftritts vom 22. Januar 1971 aus dem American Shakespeare Theater in Stratford, Connecticut nach. Dieses Album nannte er nach dem Theater Young Shakespeare. Die Aufnahmen wurden einst von dem niederländischen Filmemacher Wim van der Linden aufgenommen, der sie für eine Dokumentation über Neil Young für den deutschen TV-Sender ARD gedreht hat. Diese TV-Sendung lief 1971 im Rahmen der deutschen Musikserie „Swing In“. Dies sind die ersten Filmaufnahmen eines Neil Young-Konzerts überhaupt. Im Oktober 2021 hat er mit Carnegie Hall 1970 ein weiteres Solo-Konzert veröffentlicht, das nur wenige Wochen vor Young Shakespeare am 4. Dezember 1970 in New York aufgenommen wurde. Mit diesem Album begann Neil Young seine nunmehr dritte Albumserie, die den Namen Official Bootleg Series trägt. Im Rahmen dieser neuen Serie veröffentlicht Young früher illegal kursierende Konzertmitschnitte. Die Zuschaueraufnahmen werden dabei durch offizielle eigene Mitschnitte in besserer Qualität und neu remastert ersetzt. Das Cover sowie die sonstige Gestaltung werden dabei aber von den Original-Bootlegs übernommen.
Im Dezember 2021 veröffentlichte Neil Young das Studioalbum Barn, wieder zusammen mit der Begleitband Crazy Horse. Die beteiligten Musiker sind Nils Lofgren, Billy Talbot und Ralph Molina. Das Album wurde in einer ehemals verfallenen Scheune aus dem 19. Jahrhundert in den Rocky Mountains aufgenommen, die für die Aufnahmen originalgetreu und umfangreich restauriert wurde. Musikalisch knüpft das Album an vorherige Protestalben an. In den Songs werden Themen des aktuellen Zeitgeschehens wie der Klimawandel sowie das Demokratieverständnis in den USA aufgegriffen. Noch im selben Monat veröffentlichte er ausschließlich als Stream auf seiner Homepage das bisher 'verschollene' Album „Summer Songs“ mit acht Titeln, die vermutlich 1987 aufgenommen wurden und in Vergessenheit geraten waren.
Im Mai 2022 brachte Young im Rahmen seiner Official Bootleg Series gleich drei Live-Alben auf Vinyl und CD heraus. Das Album Royce Hall wurde am 30. Januar 1971 in Westwood, das Album I'm Happy That Y'all Came Down, Dorothy Chandler Pavilion am 1. Februar 1971 in Los Angeles sowie das Album Citizen Kane Jr. Blues am 16. Mai 1974 in New York aufgenommen. Bei allen drei Konzerten spielte Neil Young komplett solo ohne Bandbegleitung. Doch bereits im Juli 2022 folgte die Veröffentlichung seines nunmehr 44. Studioalbums. Toast wurde bereits im Jahr 2001 mit Crazy Horse in den Toast Studios in San Francisco aufgenommen. Inhaltlich geht es um den Zeitpunkt einer Partnerschaft, wenn einem oder beiden klar wird, dass die Beziehung gescheitert ist. Dies ist bereits das 14. Studioalbum, das Young mit Crazy Horse veröffentlicht hat. Und bereits im August 2022 erschien erneut ein Livealbum. Noise & Flowers umfasst 14 Songs aus Neil Youngs bis heute letzter Tournee. Diese führte ihn gemeinsam mit seiner Begleitband Promise Of The Real im Sommer 2019 nach Europa. Countryrock- und Grungerockklänge sind zu hören bzw. auf Blu-ray auch zu sehen. Beim gleichnamigen Konzertfilm haben Young und seine Frau Daryl Hannah unter ihren Pseudonymen Bernard Shakey und dhlovelife Regie geführt.
Das 15. Studioalbum mit Crazy Horse erschien am 18. November 2022 unter dem Namen World Record, bei dem er erstmals mit dem Produzenten Rick Rubin zusammenarbeitete. Auch auf diesem Album geht es dem Musiker primär um das Thema Umweltschutz bzw. Umweltzerstörung. Nur 2 Wochen später veröffentlichte Young sein erfolgreiches Album Harvest in einer neuen Abmischung sowie einen Kinofilm zur Entstehung von Harvest.
Im folgenden Jahr 2023 veröffentlichte Young sein lange als verschollen angesehenes Album Chrome Dreams. Das fertiggestellte Album sollte eigentlich 1977 veröffentlicht werden und es existierte bereits eine Testpressung. Neil Young ließ es jedoch kurzfristig fallen und veröffentlichte stattdessen American Stars'n Bars. Die Testpressung von Chrome Dreams wurde bei einem Brand zerstört, das Album wurde danach lediglich als Bootleg gehandelt. Erst 2023 wurde es im Rahmen der Special Release Series veröffentlicht.
2024 veröffentlichte er unter dem Titel Fu##in' Up einen Live-Mitschnitt eines Live-Auftritts aus 2023; das Album entstand bei einem Privatkonzert im November 2023; Dani Reiss, Millionär und Chef eines Bekleidungskonzerns, hatte die Band für seine Geburtstagsfeier gebucht. Im Juni 2024 folgte das Album Early Daze mit insgesamt zehn Studioaufnahmen aus den Anfängen seiner Zusammenarbeit mit Crazy Horse. Auf dem Album ist auch der 1972 gestorbene Gitarrist von Crazy Horse Danny Whitten zu hören.

### Privates

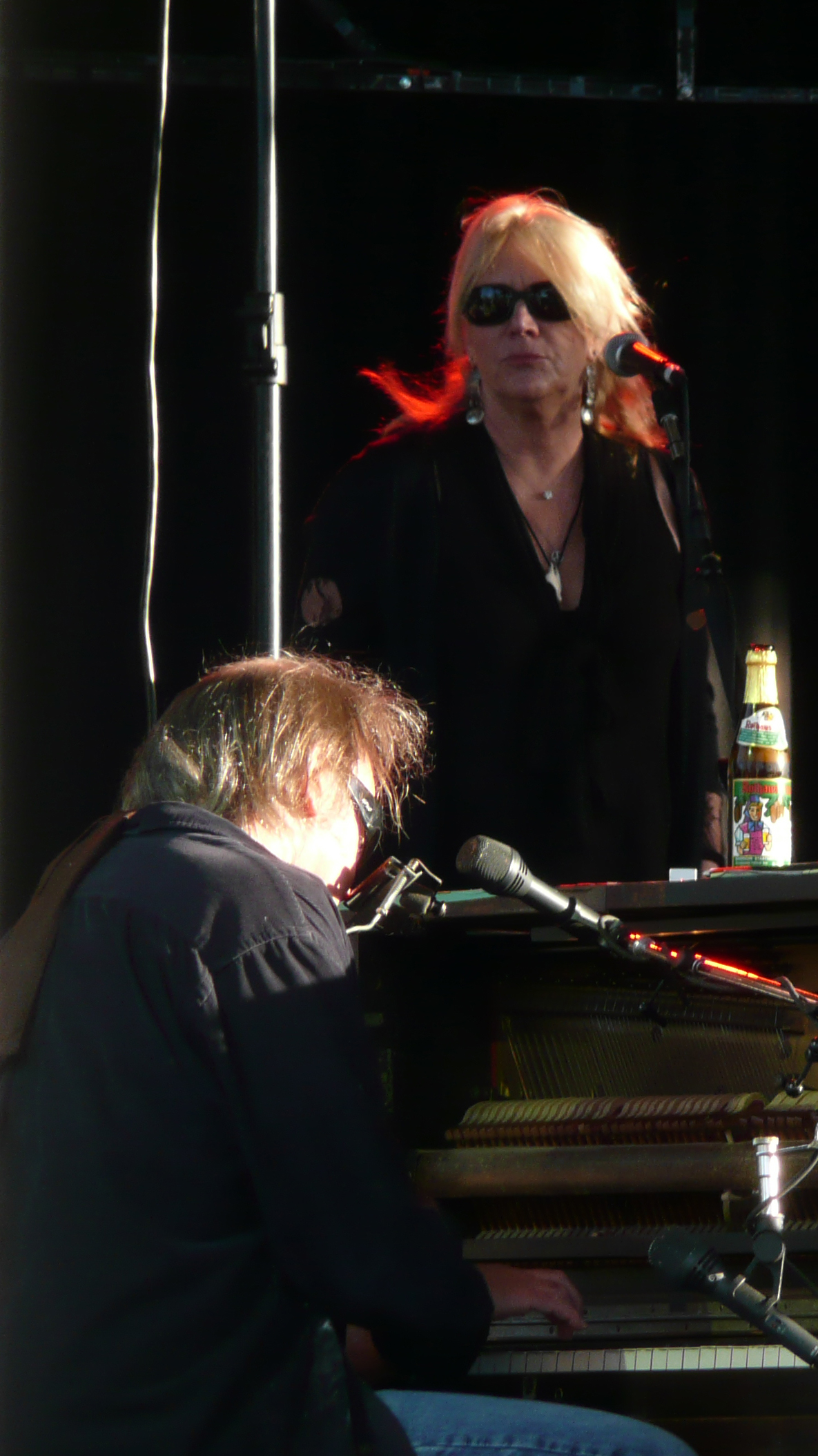
Pegi und Neil Young (2009)

Von 1968 bis 1970 war Young mit der Besitzerin des Restaurants Canyon Country Kitchen, Susan Acevedo, verheiratet. Mit der Schauspielerin Carrie Snodgress (1945–2004) hatte er von 1971 bis 1975 eine Beziehung, aus der ein Sohn stammt. 1978 heiratete er Pegi Morton (1952–2019). Auch mit ihr hat er einen Sohn (* 1978) und eine Tochter (* 1984), die als bildende Künstlerin arbeitet. Im Juli 2014 reichte Neil Young nach 36 Ehejahren die Scheidung von Pegi Young ein. Seitdem ist er mit der Schauspielerin Daryl Hannah liiert. Am 25. August 2018 heirateten sie, wie im November 2018 bestätigt wurde.
Beide Söhne erkrankten an infantiler Zerebralparese. 1986 gründeten Neil und Pegi Young die Stiftung Bridge School, in der behinderte Kinder eine Ausbildung erfahren können. Für diese Stiftung fand von 1986 bis 2016 jährlich im Oktober ein Konzert statt, auf dem namhafte Künstler wie Bob Dylan, Bruce Springsteen, Tom Petty, Elvis Costello, Metallica, die Foo Fighters und viele andere aufgetreten sind. Die Musiker und Bands haben dabei fast ausschließlich mit akustischen Instrumenten gespielt.
Im März 2005 ließ sich Young wegen eines lebensgefährlichen Hirnaneurysmas operieren, nachdem er bei Aufnahmearbeiten Sehstörungen festgestellt hatte. Nach dem Eingriff musste er reanimiert werden, weil das operierte Blutgefäß wieder aufgeplatzt war und es wohl dadurch zu einem Herzstillstand kam. Im folgenden April konnte er beim kanadischen Live-8-Konzert wieder auftreten.
2018 brannte zum zweiten Mal nach 1978 sein Wohnhaus in Malibu nahe dem Zuma Beach durch Waldbrände in Kalifornien ab.

### Politisches
Seit 2006 ist Young Träger des Order of Manitoba, der höchsten Auszeichnung der kanadischen Provinz Manitoba. Er hat einige Projekte zur Verbesserung der Lage der Ureinwohner in Nordamerika unterstützt.
2015 wurde im Vorfeld der US-Präsidentschaftswahl Youngs Song Rockin’ in the Free World während der Bekanntgabe der Kandidatur von Donald Trump gespielt. Young, der Bernie Sanders unterstützte, widersprach dieser Abspielung öffentlich, worauf Trump ihn einen „Heuchler“ nannte.
Seit Januar 2020 besitzt er neben der kanadischen auch die US-amerikanische Staatsbürgerschaft. Diese hatte er beantragt, damit er bei der Präsidentschaftswahl im November 2020 gegen Trump stimmen konnte. Während des US-Wahlkampfs 2020 hatte Trump erneut mehrfach seine Musik genutzt. Young untersagte ihm dies und schrieb ihm im Juli 2020 einen offenen Brief, nachdem bei einer Wahlkampfveranstaltung vor dem Mount Rushmore drei seiner Songs genutzt worden waren. Er stehe auf der Seite der Indianer (die den Mount Rushmore für sich reklamieren) und arbeite dafür, dass Trump im November 2020 abgewählt werde. Bei einem Bezirksgericht in New York reichte er im August 2020 wegen der Verwendung seiner Songs Rockin' in the Free World und Devil's Sidewalk bei mehreren Wahlkampfauftritten Trumps Klage gegen dessen Wahlkampfteam ein.
„Die Klage über umweltpolitische Probleme gehörte schon zu seinem poetischen Repertoire, bevor der Club of Rome 1972 seine epochale Studie zu den ‚Grenzen des Wachstums‘ veröffentlichte. Später rüstete er seinen alten Straßenkreuzer zu einem Elektroauto um oder widmete einem umstrittenen Agrarkonzern ein ganzes Konzeptalbum (The Monsanto-Years). Ein aktueller Protestsong wie Change Ain't Never Gonna kann durchaus als ein sarkastischer Soundtrack zur nächsten Fridays-for-Future-Demo gehört werden“, schrieb Arno Frank im Dezember 2021 im Spiegel. Im Januar 2022 kündigte Young auf seiner Internetseite an, dass er erst dann wieder auf Tour gehen wolle, wenn auch sein Tourbus elektrisch betrieben werden kann.
Ebenfalls im Januar 2022 verließ er den Streamingdienst Spotify, weil ihm der plattformexklusive Podcast des US-Comedians Joe Rogan missfiel. Dieser lädt Gäste dazu ein, ihre Meinung zu äußern, auch solche, die die COVID-19-Pandemie verharmlosen und Verschwörungstheorien verbreiten. Nachdem sich einige andere Musiker, u. a. Joni Mitchell und Nils Lofgren, dem Boykott anschlossen, kündigte Spotify an, Podcasts mit Bezug auf COVID-19 zukünftig mit Verlinkungen zu wissenschaftlich fundierten Informationen zu versehen. Seit März 2024 sind Youngs Lieder wieder auf Spotify verfügbar.

## Stil
Neil Young spielte im Laufe seiner Karriere unterschiedliche Musikrichtungen. Angefangen von typischen The-Shadows-Instrumentals als Teenager hat er sich zunächst zum Folksänger entwickelt, der auch durch den Einfluss von Buffalo Springfield zum Folkrock und zum Folk-Country-Rock kam.
Schließlich entwickelte er seinen eigenen Stil, der oft losgelöst von festen Arrangements ist und ihm den Freiraum für Folk, Folkrock und Countryrock gab, aber ihn schnell zum harten Garagenrock, später als Grungerock bezeichnet, führte. Lange Gitarrenimprovisationen inklusive Feedbackgeräuschen kommen in der Musik von Young (insbesondere in den rockigeren Songs) immer wieder vor. Diese Improvisationen, die insbesondere bei Live-Auftritten regelmäßig auch länger als 20 Minuten dauern können, wurden zu einem Markenzeichen von Young.
Bei Studioaufnahmen werden die Rocksongs in der Regel nur wenige Male eingespielt, und dann das beste Werk ausgewählt. Im Gegensatz dazu benötigt Young für die Aufnahmen von ruhigeren Folk-Rock-Alben deutlich länger, da er hier weit mehr auf eine möglichst harmonische Gestaltung der Songs achtet.
Für alle o. g. Stile nutzt er mal die elektrische, mal die akustische Gitarre. Neben seinem Hauptinstrument Gitarre spielt er aber auch Piano und Mundharmonika. Auf der akustischen Gitarre spielt er meist Flatpicking und Riffs (My My, Hey Hey (Out Of The Blue), The Needle And The Damage Done, Old Man).
Bereits seit den 1960er und -70er Jahren ist Young auch dafür bekannt, dass er seine ursprünglich akustisch veröffentlichten Lieder live immer wieder auch elektrisch spielt – und umgekehrt.
In den 1980er Jahren gab es auch experimentelle Alben, bei denen er sich anderer Musikstile bedient hat, wie z. B. Synthy-Pop, Rockabilly, Country-Musik und Rhythm & Blues.

## Instrumente und Ausrüstung

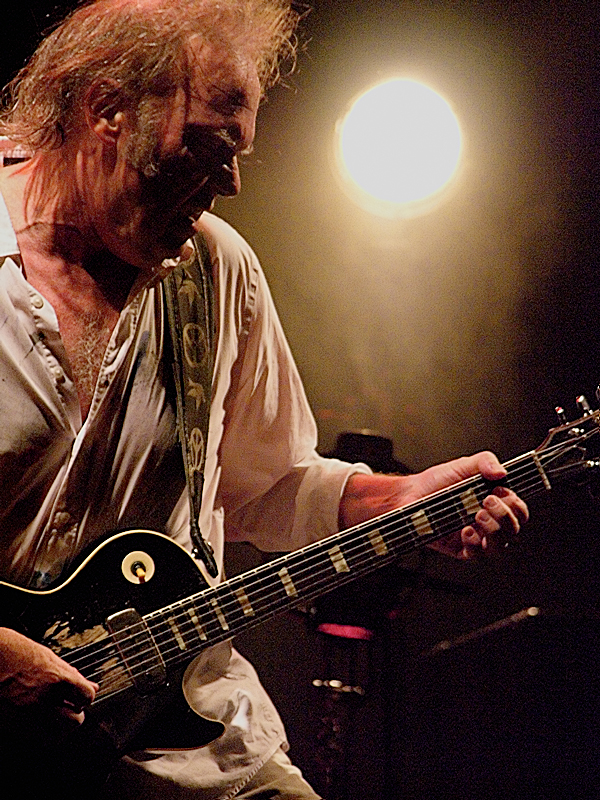
Neil Young 2008; er spielt seine Gibson Les Paul, von ihm „Old Black“ genannt

Neil Young hat im Laufe seines Schaffens zahlreiche E-Gitarren, akustische Gitarren inkl. Ukulele und Banjos sowie diverse Tasteninstrumente und Mundharmonikas eingesetzt. Eine vollständige Liste ist daher schwer zu erstellen.
Zu Zeiten von Buffalo Springfield spielte er vorrangig eine 1960er Gretsch 6120 Chet Atkins. Bei Crosby, Stills, Nash & Young, aber auch mit anderen Bands, kommt häufig eine White Falcon derselben Firma zum Einsatz.
Seit 1968 spielt Neil Young oft eine Gibson Les Paul aus dem Jahr 1953. Dieses von ihm „Old Black“ getaufte Instrument ist bis heute seine Haupt-E-Gitarre. Es handelt sich um eine Goldtop, die von einem Vorbesitzer mit schwarzer Farbe besprüht und später von Young mit einem Bigsby Vibrato ausgerüstet wurde. Der Hals-Pickup von „Old Black“ ist ein P 90-Single Coil. Der Steg-Pickup, auf dem er meistens spielt, ist ein Mini-Humbucker aus einer Gibson Firebird und neigt zu Mikrophonie. Er setzt ihn in der Regel ein, wenn aggressive Feedback-Sounds gefragt sind. Bemerkenswert ist, dass die Bünde dieser Gitarre sehr flach sind. Nachdem Youngs Gitarrentechniker Larry Cragg ihm die stark abgespielten alten Bünde ausgetauscht hatte, musste er die neuen so weit wie möglich herunterfeilen, damit Young wieder zufrieden war. Zusätzlich ist die Saitenlage sehr flach eingestellt, so dass die Saiten bei stärkerem Anschlag auf dem Griffbrett schnarren.
Als Verstärker nutzt Neil Young hauptsächlich einen 20 Watt Fender Tweed Deluxe, in den ein C12N Jensen-Speaker eingebaut ist. Den Amp aus dem Jahr 1959 hat er im Jahr 1967 erworben. Daneben besitzt Young „einen ganzen Schuppen voll“ alter Fender-Verstärker, die er hauptsächlich als Ersatzteillager nutzt.
Der Verstärker wird ferngesteuert mithilfe eines von Young erdachten Gerätes namens „Whizzer“, das die Verstärker-Potentiometer mittels Elektromotoren bedient und so erlaubt, vorab festgelegte Einstellungen abzurufen. An Effekten benutzt er unter anderen ein MXR Analog Delay, einen Mu-Tron Octave Divider, einen Boss BF-1 Flanger, ein Tube-Echoplex Bandecho und ein Alesis MicroVerb. Die Effekte sind fest verdrahtet, um Verluste im Signalweg zu vermeiden.
Bei Neil Youngs Akustikgitarren ist vor allem eine Martin D-28 aus den 1940er Jahren erwähnenswert. Die Gitarre gehörte früher Hank Williams, der sie bei seinem letzten Auftritt 1951 in der Grand Ole Opry spielte. Diese Gitarre wird in dem Film Heart Of Gold (2006) thematisiert. Daneben setzt Young eine ebenfalls sehr alte Martin D-18 ein. Die Alben Harvest und Comes A Time spielte er mit einer Martin D-45 ein, die er 1969 von Stephen Stills bekommen hat. An 12-saitigen Gitarren verwendete Young früher Guild, mittlerweile hat er zu Taylor (Modell 855) gewechselt.
Als Tasteninstrument wird im Wesentlichen ein altes Upright-Piano eingesetzt. Dazu sieht man ihn auch häufig an einem Baby Grand Piano, das von seiner Tochter Amber bemalt wurde. Bekannt ist auch sein Harmonium, eine Estey Pump Organ, aus dem Jahre 1885, mit dem er einen Kirchensound in seine Musik einbringt. Als Mundharmonikas verwendet er klassische Blues-Harps.
Im Song Like A Hurricane setzt Neil Young in seiner Band ein „Flying Keyboard“ ein, das mit künstlichen Flügeln verziert ist und an Drähten zur Bühne heruntergelassen wird. Es wird schwebend von einem seiner Musiker gespielt, bei Crazy Horse häufig von Frank „Poncho“ Sampedro. Bei dem Instrument handelt es sich um einen 1974er Crumar Univox Stringman Synthesizer.
Auch manche Bühnendeko hat Tradition bei Neil Young. Bekannt ist sein lebensgroßer Holzindianer, der fast immer mit auf der Bühne steht. Ebenso allgegenwärtig ist die Windmaschine, die seine Konzerte als sich im Sturm befindend erscheinen lassen.

## Diskografie
Studioalben

| Jahr | Titel                           | Höchstplatzierung, Gesamtwochen, AuszeichnungChartplatzierungen (Jahr, Titel, Platzierungen, Wochen, Auszeichnungen, Anmerkungen) | Höchstplatzierung, Gesamtwochen, AuszeichnungChartplatzierungen (Jahr, Titel, Platzierungen, Wochen, Auszeichnungen, Anmerkungen) | Höchstplatzierung, Gesamtwochen, AuszeichnungChartplatzierungen (Jahr, Titel, Platzierungen, Wochen, Auszeichnungen, Anmerkungen) | Höchstplatzierung, Gesamtwochen, AuszeichnungChartplatzierungen (Jahr, Titel, Platzierungen, Wochen, Auszeichnungen, Anmerkungen) | Höchstplatzierung, Gesamtwochen, AuszeichnungChartplatzierungen (Jahr, Titel, Platzierungen, Wochen, Auszeichnungen, Anmerkungen) | Höchstplatzierung, Gesamtwochen, AuszeichnungChartplatzierungen (Jahr, Titel, Platzierungen, Wochen, Auszeichnungen, Anmerkungen) | Anmerkungen |
| Jahr | Titel                           | DE | AT | CH | UK | US | CA | Anmerkungen |
| ---- | ------------------------------- | --- | --- | --- | --- | --- | --- | --- |
| 1968 | Neil Young                      | — | — | — | — | — | — | Erstveröffentlichung: 12. November 1968                                                                                      |
| 1969 | Everybody Knows This Is Nowhere | — | — | — | UK— SilberUK | US34 Platin · (98 Wo.)US | CA32 (… Wo.)CA | Erstveröffentlichung: 14. Mai 1969 Verkäufe: + 1.060.000; mit Crazy Horse                                                    |
| 1970 | After the Gold Rush             | — | — | — | UK7 ×2Doppelplatin · (68 Wo.)UK                                                                                                   | US8 ×2Doppelplatin · (66 Wo.)US                                                                                                   | CA5 (… Wo.)CA | Erstveröffentlichung: 31. August 1970 Verkäufe: + 2.060.000                                                                  |
| 1972 | Harvest                         | DE4 ×3Dreifachgold · (39 Wo.)DE                                                                                                   | AT38 (1 Wo.)AT | CH19 Platin · (2 Wo.)CH | UK1 ×3Dreifachplatin · (35 Wo.)UK                                                                                                 | US1 ×4Vierfachplatin · (41 Wo.)US                                                                                                 | CA1 (… Wo.)CA | Erstveröffentlichung: 1. Februar 1972 Verkäufe: + 7.445.000                                                                  |
| 1974 | On the Beach                    | DE93 (1 Wo.)DE | — | — | UK42 Silber · (3 Wo.)UK | US16 Gold · (18 Wo.)US | CA13 (… Wo.)CA | Erstveröffentlichung: 19. Juli 1974 Verkäufe: + 560.000                                                                      |
| 1975 | Tonight’s the Night             | — | — | — | UK48 Silber · (1 Wo.)UK | US25 (12 Wo.)US | CA12 (… Wo.)CA | Erstveröffentlichung: 20. Juni 1975 Verkäufe: + 95.000                                                                       |
| 1975 | Zuma                            | — | — | — | UK44 Silber · (2 Wo.)UK | US25 Gold · (21 Wo.)US | CA69 (… Wo.)CA | Erstveröffentlichung: 10. November 1975 Verkäufe: + 560.000; mit Crazy Horse                                                 |
| 1977 | American Stars ’n Bars          | DE99 (1 Wo.)DE | — | — | UK17 Silber · (8 Wo.)UK | US21 Gold · (15 Wo.)US | CA16 (… Wo.)CA | Erstveröffentlichung: 27. Mai 1977 Verkäufe: + 560.000                                                                       |
| 1978 | Comes a Time                    | — | — | — | UK42 Gold · (3 Wo.)UK | US7 Gold · (30 Wo.)US | CA4 (… Wo.)CA | Erstveröffentlichung: 13. Oktober 1978 Verkäufe: + 960.000                                                                   |
| 1979 | Rust Never Sleeps               | — | — | — | UK13 Silber · (13 Wo.)UK | US8 Platin · (39 Wo.)US | CA28 (… Wo.)CA | Erstveröffentlichung: 22. Juni 1979 Verkäufe: + 1.100.000; mit Crazy Horse                                                   |
| 1980 | Hawks & Doves                   | — | — | — | UK34 (3 Wo.)UK | US30 (16 Wo.)US | CA50 (… Wo.)CA | Erstveröffentlichung: 29. Oktober 1980                                                                                       |
| 1981 | Re-ac-tor                       | — | — | — | UK69 (3 Wo.)UK | US27 (17 Wo.)US | CA20 (… Wo.)CA | Erstveröffentlichung: 28. Oktober 1981 mit Crazy Horse                                                                       |
| 1982 | Trans                           | DE51 (4 Wo.)DE | — | — | UK29 (5 Wo.)UK | US19 (17 Wo.)US | CA10 (… Wo.)CA | Erstveröffentlichung: 29. Dezember 1982                                                                                      |
| 1983 | Everybody’s Rockin’             | DE61 (1 Wo.)DE | — | — | UK50 (3 Wo.)UK | US46 (15 Wo.)US | CA22 (… Wo.)CA | Erstveröffentlichung: 27. Juli 1983 mit Shocking Pinks                                                                       |
| 1985 | Old Ways                        | — | — | — | UK39 (3 Wo.)UK | US75 (12 Wo.)US | CA31 (… Wo.)CA | Erstveröffentlichung: 12. August 1985                                                                                        |
| 1986 | Landing on Water                | — | — | — | UK52 (2 Wo.)UK | US46 (16 Wo.)US | CA40 (… Wo.)CA | Erstveröffentlichung: 21. Juli 1986                                                                                          |
| 1987 | Life                            | — | — | — | UK71 (1 Wo.)UK | US75 (11 Wo.)US | CA42 (… Wo.)CA | Erstveröffentlichung: 30. Juni 1987 mit Crazy Horse                                                                          |
| 1988 | This Note’s for You             | — | — | — | UK56 (3 Wo.)UK | US61 (18 Wo.)US | CA26 (… Wo.)CA | Erstveröffentlichung: 12. April 1988 mit Bluenotes                                                                           |
| 1989 | Freedom                         | DE40 (22 Wo.)DE | AT29 (1 Wo.)AT | — | UK17 Silber · (5 Wo.)UK | US35 Gold · (28 Wo.)US | CA16 Gold · (… Wo.)CA | Erstveröffentlichung: 2. Oktober 1989 Verkäufe: + 610.000                                                                    |
| 1990 | Ragged Glory                    | — | — | CH38 (3 Wo.)CH | UK15 Silber · (5 Wo.)UK | US31 (25 Wo.)US | CA20 Gold · (… Wo.)CA | Erstveröffentlichung: 9. September 1990 Verkäufe: + 110.000; mit Crazy Horse                                                 |
| 1992 | Harvest Moon                    | DE34 (21 Wo.)DE | AT20 (12 Wo.)AT | CH31 (4 Wo.)CH | UK9 Gold · (18 Wo.)UK | US16 ×2Doppelplatin · (42 Wo.)US                                                                                                  | CA4 ×5Fünffachplatin · (… Wo.)CA                                                                                                  | Erstveröffentlichung: 2. November 1992 Verkäufe: + 2.650.000                                                                 |
| 1994 | Sleeps with Angels              | — | AT12 (8 Wo.)AT | CH13 (10 Wo.)CH | UK2 Gold · (7 Wo.)UK | US9 Gold · (12 Wo.)US | CA7 (… Wo.)CA | Erstveröffentlichung: 6. August 1994 Verkäufe: + 600.000; mit Crazy Horse                                                    |
| 1995 | Mirror Ball                     | DE8 (19 Wo.)DE | AT15 (15 Wo.)AT | CH24 (11 Wo.)CH | UK4 Silber · (9 Wo.)UK | US5 Gold · (13 Wo.)US | CA6 (… Wo.)CA | Erstveröffentlichung: 7. August 1995 Verkäufe: + 560.000; feat. Pearl Jam                                                    |
| 1996 | Broken Arrow                    | — | AT25 (9 Wo.)AT | CH25 (5 Wo.)CH | UK17 (5 Wo.)UK | US31 (8 Wo.)US | CA26 (… Wo.)CA | Erstveröffentlichung: 2. Juli 1996 mit Crazy Horse                                                                           |
| 2000 | Silver & Gold                   | DE5 (9 Wo.)DE | AT18 (5 Wo.)AT | CH70 (7 Wo.)CH | UK10 (4 Wo.)UK | US22 (13 Wo.)US | CA5 (… Wo.)CA | Erstveröffentlichung: 25. April 2000                                                                                         |
| 2002 | Are You Passionate?             | DE11 (9 Wo.)DE | AT14 (8 Wo.)AT | CH27 (7 Wo.)CH | UK24 (3 Wo.)UK | US10 (10 Wo.)US | CA17 (… Wo.)CA | Erstveröffentlichung: 9. April 2002 feat. Booker T. & the M.G.’s                                                             |
| 2003 | Greendale                       | — | AT10 (4 Wo.)AT | CH34 (3 Wo.)CH | UK24 (3 Wo.)UK | US22 (6 Wo.)US | CA22 (… Wo.)CA | Erstveröffentlichung: 19. August 2003 mit Crazy Horse                                                                        |
| 2005 | Prairie Wind                    | DE16 (6 Wo.)DE | AT22 (5 Wo.)AT | CH56 (3 Wo.)CH | UK22 Silber · (4 Wo.)UK | US11 Gold · (27 Wo.)US | CA3 (2 Wo.)CA | Erstveröffentlichung: 27. September 2005 Verkäufe: + 567.500                                                                 |
| 2006 | Living with War                 | DE13 (7 Wo.)DE | AT27 (5 Wo.)AT | CH48 (3 Wo.)CH | UK14 (4 Wo.)UK | US15 (14 Wo.)US | CA7 (2 Wo.)CA | Erstveröffentlichung: 2. Mai 2006                                                                                            |
| 2007 | Chrome Dreams II                | DE13 (4 Wo.)DE | AT27 (1 Wo.)AT | CH72 (2 Wo.)CH | UK14 (3 Wo.)UK | US11 (9 Wo.)US | CA8 (1 Wo.)CA | Erstveröffentlichung: 16. Oktober 2007 das erste Album Chrome Dreams wurde 1977 aufgenommen, aber davor nicht veröffentlicht |
| 2009 | Fork in the Road                | DE17 (5 Wo.)DE | AT45 (3 Wo.)AT | CH65 (3 Wo.)CH | UK22 (2 Wo.)UK | US19 (6 Wo.)US | CA15 (2 Wo.)CA | Erstveröffentlichung: 7. April 2009                                                                                          |
| 2010 | Le Noise                        | DE22 (7 Wo.)DE | AT19 (5 Wo.)AT | CH29 (4 Wo.)CH | UK18 (3 Wo.)UK | US14 (7 Wo.)US | CA2 Gold · (4 Wo.)CA | Erstveröffentlichung: 28. September 2010 Verkäufe: + 40.000                                                                  |
| 2012 | Americana                       | DE12 (7 Wo.)DE | AT14 (6 Wo.)AT | CH17 (3 Wo.)CH | UK16 (3 Wo.)UK | US4 (15 Wo.)US | CA2 (7 Wo.)CA | Erstveröffentlichung: 5. Juni 2012 mit Crazy Horse (Coveralbum)                                                              |
| 2012 | Psychedelic Pill                | DE4 (18 Wo.)DE | AT11 (8 Wo.)AT | CH12 (5 Wo.)CH | UK14 (3 Wo.)UK | US8 (10 Wo.)US | CA7 (1 Wo.)CA | Erstveröffentlichung: 26. Oktober 2012 mit Crazy Horse                                                                       |
| 2014 | A Letter Home                   | DE19 (2 Wo.)DE | AT20 (1 Wo.)AT | CH29 (2 Wo.)CH | UK17 (3 Wo.)UK | US13 (4 Wo.)US | CA17 (1 Wo.)CA | Erstveröffentlichung: 22. April 2014                                                                                         |
| 2014 | Storytone                       | DE11 (5 Wo.)DE | AT15 (2 Wo.)AT | CH18 (4 Wo.)CH | UK20 (2 Wo.)UK | US33 (3 Wo.)US | — | Erstveröffentlichung: 31. Oktober 2014                                                                                       |
| 2015 | The Monsanto Years              | DE13 (5 Wo.)DE | AT16 (2 Wo.)AT | CH36 (4 Wo.)CH | UK24 (2 Wo.)UK | US21 (4 Wo.)US | — | Erstveröffentlichung: 26. Juni 2015 mit Promise of the Real                                                                  |
| 2016 | Peace Trail                     | DE23 (4 Wo.)DE | AT27 (2 Wo.)AT | CH24 (3 Wo.)CH | UK57 (1 Wo.)UK | US76 (1 Wo.)US | CA72 (1 Wo.)CA | Erstveröffentlichung: 9. Dezember 2016                                                                                       |
| 2017 | Hitchhiker                      | DE8 (4 Wo.)DE | AT9 (5 Wo.)AT | CH13 (3 Wo.)CH | UK6 (3 Wo.)UK | US20 (2 Wo.)US | CA23 (2 Wo.)CA | Erstveröffentlichung: 8. September 2017                                                                                      |
| 2017 | The Visitor                     | DE25 (2 Wo.)DE | AT32 (2 Wo.)AT | CH40 (1 Wo.)CH | UK65 (1 Wo.)UK | US167 (1 Wo.)US | CA43 (1 Wo.)CA | Erstveröffentlichung: 1. Dezember 2017 mit Promise of the Real                                                               |
| 2019 | Colorado                        | DE6 (6 Wo.)DE | AT10 (3 Wo.)AT | CH9 (3 Wo.)CH | UK17 (1 Wo.)UK | US46 (1 Wo.)US | CA83 (1 Wo.)CA | Erstveröffentlichung: 25. Oktober 2019 mit Crazy Horse                                                                       |
| 2020 | Homegrown                       | DE4 (10 Wo.)DE | AT3 (8 Wo.)AT | CH2 (10 Wo.)CH | UK2 (3 Wo.)UK | US17 (2 Wo.)US | — | Erstveröffentlichung: 19. Juni 2020                                                                                          |
| 2021 | Barn                            | DE5 (9 Wo.)DE | AT10 (3 Wo.)AT | CH9 (7 Wo.)CH | UK16 (3 Wo.)UK | US66 (2 Wo.)US | — | Erstveröffentlichung: 10. Dezember 2021                                                                                      |
| 2022 | Toast                           | DE4 (5 Wo.)DE | AT7 (3 Wo.)AT | CH8 (4 Wo.)CH | UK23 (1 Wo.)UK | US198 (1 Wo.)US | — | Erstveröffentlichung: 8. Juli 2022 mit Crazy Horse                                                                           |
| 2022 | World Record                    | DE5 (5 Wo.)DE | AT20 (1 Wo.)AT | CH10 (2 Wo.)CH | UK45 (1 Wo.)UK | — | — | Erstveröffentlichung: 18. November 2022 mit Crazy Horse                                                                      |
| 2023 | All Roads Lead Home             | DE48 (1 Wo.)DE | — | CH82 (1 Wo.)CH | — | — | — | Erstveröffentlichung: 31. März 2023 mit Nils Lofgren, Ralph Molina & Billy Talbot                                            |
| 2023 | Chrome Dreams                   | DE4 (4 Wo.)DE | AT14 (1 Wo.)AT | CH4 (3 Wo.)CH | UK56 (1 Wo.)UK | US186 (1 Wo.)US | — | Erstveröffentlichung: 11. August 2023 aufgenommen bereits 1977, aber zuvor nicht erschienen                                  |
| 2023 | Before and After                | DE29 (3 Wo.)DE | AT43 (1 Wo.)AT | CH22 (1 Wo.)CH | — | — | — | Erstveröffentlichung: 8. Dezember 2023                                                                                       |
| 2024 | Dume                            | DE12 (1 Wo.)DE | AT68 (1 Wo.)AT | — | — | — | — | Erstveröffentlichung: 23. Februar 2024 mit Crazy Horse                                                                       |
| 2024 | Early Daze                      | DE12 (1 Wo.)DE | AT20 (1 Wo.)AT | CH19 (1 Wo.)CH | — | — | — | Erstveröffentlichung: 28. Juni 2024 mit Crazy Horse                                                                          |
| 2025 | Oceanside Countryside           | DE24 (1 Wo.)DE | — | CH67 (1 Wo.)CH | — | — | — | Erstveröffentlichung: 7. März 2025                                                                                           |
| 2025 | Talkin to the Trees             | DE9 (… Wo.)DE | AT12 (… Wo.)AT | CH13 (1 Wo.)CH | — | — | — | Erstveröffentlichung: 13. Juni 2025                                                                                          |

grau schraffiert: keine Chartdaten aus diesem Jahr verfügbar

## Filme
An folgenden auf Video oder DVD erschienenen Filmen ist Young als Regisseur (unter dem Pseudonym Bernard Shakey), Autor, Darsteller, Produzent bzw. Executive Producer oder Kameramann beteiligt oder er komponierte die Musik. Filme, zu denen er ausschließlich einzelne Songs beisteuerte, sind nicht aufgeführt. Der hinter der Jahreszahl angegebene Name bezeichnet den Regisseur, sofern nicht Young selbst Regie führte. Gekennzeichnet sind des Weiteren Filme, die ausschließlich oder hauptsächlich aus Live-Aufnahmen bestehen sowie Musikvideo-Zusammenstellungen.
- Journey Through The Past, R/M (1972)
- Rust Never Sleeps, R/M/L (1979)
- Where The Buffalo Roam (dt. Blast – Wo die Büffel röhren), M (1980, Art Linson)
- Human Highway, R/D/M (1982)
- Neil Young live in Berlin, M/L (1983, Michael Lindsay-Hogg)
- Solo Trans, P/A (1984, Hal Ashby)
- Made in Heaven, D (1987, Alan Rudolph)
- 68, D (1988, Steven Kovacs)
- Freedom, D/M/L (1989, Tim Hutton)
- Love at Large, D (1990, Alan Rudolph)
- Weld, R/D/M/L (1991)
- Unplugged, M/L (1993, Milton Lage + Beth McCarthy)
- The Complex Sessions, M/V (1994, Jonathan Demme)
- Dead Man, M (1995, Jim Jarmusch)
- Year of the Horse, D/EP/M/L (1997, Jim Jarmusch)
- Silver and Gold, D/E/M/L (2000, L. A. Johnson)
- Neil Young Friends and Relatives: Red Rocks Live, D/M/L (2000, L. A. Johnson)
- Live at St. Vicar, D/P/M/L (2003, Ned O’Hanlon)
- Greendale, R/D/P/A/K/M (2003)
- Prairie Wind, R/M/L (2005)
- Heart of Gold, D/P/M/L (2006, Jonathan Demme)
- Living With War – In The Beginning, P/R/M (2006)
- Neil Young Archives No. 2 – Live At The Fillmore East 1970, D/R/M (2006)
- Neil Young Archives No. 3 – Live At Massey Hall 1971, D/R/M (2007)
- CSNY Déjà Vu, R/A/D (2008)
- Neil Young Journeys, D/M/L (2012, Jonathan Demme)

## Pono Music (2012–2017)
Zusammen mit dem Silicon-Valley-Unternehmer John Hamm gründete Young im Jahr 2012 Pono Music. Ziel war die Entwicklung des Musik-Download-Dienstes Pono, der hoch aufgelöste Musik (24 Bit/96 kHz, 24 Bit/192 kHz) zur Verfügung stellte, die auf einem eigens entwickelten Gerät abgespielt werden konnte. Pono nutzte das freie Audioformat FLAC, ein Codec zur verlustfreien Audiodatenkompression.
Der Verkauf der 2015 erschienenen Pono Player wurde schon 2016 gestoppt und 2017 eingestellt. Pono hatte bei den Musiklabels keine Akzeptanz gefunden.

## Sonstiges
1974 nahm die Band Lynyrd Skynyrd in ihrem Song Sweet Home Alabama deutlich Bezug auf Neil Young und dessen frühere Aussagen über die amerikanischen Südstaaten. Der Song ist eine direkte Antwort auf Youngs Lieder Southern Man und Alabama, mit denen er die Südstaaten und insbesondere den Bundesstaat Alabama für ihre Rassenpolitik heftig kritisierte. Lynyrd Skynyrd wollten mit ihrem Songtext dem entgegenwirken, indem sie auch auf die guten Seiten von Alabama hinweisen.
Im 2002 erschienenen Roman Das Buch der von Neil Young Getöteten beschreibt der spätere Gewinner des Friedenspreises des Deutschen Buchhandels Navid Kermani detailliert die Wirkung, die die Musik von Young auf ihn und seine Tochter ausübt, als sie als Baby wegen Dreimonatskoliken nicht einschlafen konnte. Seit 2019 führt das Thalia-Theater in Hamburg den Roman in einer eigenen Inszenierung unter dem Titel Die Nacht der von Neil Young Getöteten auf.
2007 benannten die Biologen Jason Bond und Norman Platnick eine von ihnen in den Vereinigten Staaten neu beschriebene, im US-Bundesstaat Alabama heimische Spinnenart aus der mygalomorphen Familie der Cyrtaucheniidae nach Neil Young: Myrmekiaphila neilyoungi. Sie würdigten ihn damit für sein soziales Engagement für den Frieden im Laufe seiner musikalischen Karriere.
2009 wurde er mehrmals im Song Canada vom belgischen Sänger Milow erwähnt. Milow erzählt in dem Lied von einem jungen Sänger, der nach Kanada auswandert und Young als besten Freund gewinnt.
Der Rolling Stone reihte Young auf Rang 34 der 100 größten Musiker, auf Rang 37 der 100 größten Sänger sowie auf Rang 17 der 100 größten Songwriter und 100 größten Gitarristen aller Zeiten. Damit ist er einer von acht Künstlern, die in allen diesen vier Listen vertreten sind. 2009 war er bereits als „Der letzte Hippie, der noch immer anders ist“ auf Platz 79 der 100 Menschen, die Amerika verändern gewählt worden.
Im Februar 2010 spielte Young bei der Abschlussfeier der XXI. Olympischen Winterspiele 2010 in Vancouver während des Erlöschens des olympischen Feuers das Lied Long May You Run.
Seit 2012 organisieren einige Fans aus den Niederlanden jährlich das Neil Young Festival Zuidhorn, bei dem verschiedene Coverbands die Songs von Neil Young live spielen.
Seit Sommer 2022 wird das Leben und Wirken Youngs am Theater Lübeck im Stück Neil Young – Journeys through Past and Future inszeniert.
Das Internet-Radio rustradio.org streamt kontinuierlich Mitschnitte von Live-Konzerten von Neil Young.
Am 13. Januar 2025 wurde ein Asteroid nach Neil Young benannt: (366487) Neilyoung.

## Neil Young Archives
Seit dem 1. Dezember 2017 stellt der Musiker alle seine veröffentlichten und sogar mehrere unveröffentlichte Songs zum Streamen auf der Homepage Neil Young Archives zur Verfügung. Bis Ende Juni 2018 stand der Dienst kostenlos zur Verfügung. Seit 2019 ist eine Gebühr dafür fällig. Die beiden ältesten Songs im Archiv sind seine ersten beiden Aufnahmen vom 23. Juli 1963 die B-Seite Aurora und die A-Seite The Sultan seiner ersten Single mit The Squires. Auf der Seite nimmt der Sänger auch Stellung zu aktuellen politischen oder gesellschaftlichen Themen.
Am 28. März 2020 kündigte Young an, dass seine Archiv-Seite für die Dauer der Corona-Pandemie kostenlos zugänglich sein wird. Als Grund gab er an, dass die Menschen in der Zeit der Corona-Krise so isoliert sind. Aus demselben Grund bietet der Musiker mit den „Fireside Sessions“ auch ein paar Konzertmitschnitte an, bei denen er vor seinem heimischen Kamin live kurze Konzerte gibt.
Seit dem 18. November 2020 bietet Young auch das Streaming von ausgewählten, bisher nicht veröffentlichten Konzerten auf der Website Neil Young Archives an. Abonnenten der Seite können ihn dabei um die Veröffentlichung von bestimmten Konzertmitschnitten bitten. Diese werden dann ggf. als Stream zur Verfügung gestellt.
Am 6. September 2022 schrieb Neil Young auf seiner Archivseite, dass diese nun aus der Verlustzone raus ist und die durch die Abonnements erzielten Einnahmen die Entwicklungs- und Betriebskosten decken würden.